# Geschichte von Bündnis 90/Die Grünen

Parteilogo 1993 bis 2008

Die Geschichte von Bündnis 90/Die Grünen hat zwei unterschiedliche Wurzeln: In Westdeutschland und West-Berlin entsprang die Grüne Partei der Umweltbewegung sowie den neuen sozialen Bewegungen der 1970er Jahre und wurde am 13. Januar 1980 in Karlsruhe als Partei gegründet. In der DDR schlossen sich 1990 die Gruppierungen der Bürgerrechtsbewegung, die maßgeblich die friedliche Revolution von 1989 getragen hatten, zum Bündnis 90 zusammen. Die Grünen und das Bündnis 90 vereinigten sich 1993 zur gemeinsamen Partei Bündnis 90/Die Grünen. Die Grüne Partei in der DDR, die neben der Grünen Liga die ostdeutsche Ökologiebewegung repräsentierte, hatte sich zuvor am 3. Dezember 1990 mit den westdeutschen Grünen zu einer gesamtdeutschen Partei zusammengeschlossen.
Im März 1979 wurde eine Wählergruppe „Sonstige Politische Vereinigung Die Grünen“ gegründet, die bei der Europawahl 1979 3,2 Prozent der Stimmen gewann. Aus dieser Wählergemeinschaft entstand im Kongresszentrum Karlsruhe die Partei durch Umgründung im Januar 1980. Erste Landesverbände waren schon Ende 1979 gegründet worden.
Mit der Bremer Grünen Liste zog im Oktober 1979 erstmals eine grüne Landesliste in ein Parlament ein, 1983 gelang dies den Grünen zum ersten Mal bei einer Bundestagswahl. Die Grünen waren damit die erste auf Bundesebene erfolgreiche Parteineugründung seit 1950. Von 1985 bis 1987 stellten sie mit Joschka Fischer in Hessen erstmals einen Landesminister. Die Geschichte der Grünen war stark von Flügelkämpfen zwischen den am Grundsatzprogramm und außerparlamentarischen Bewegungen orientierten Ökosozialisten, oft „Fundis“ genannt, und den auf Regierungsbeteiligung und Institutionen setzenden „Realos“ geprägt. Neben dem Thema Umweltschutz bestimmten strukturelle Besonderheiten das Bild der Grünen, so das Rotationsprinzip, die Trennung von Amt und Mandat und eine Frauenquote.
Das Jahr 1990 bedeutete nicht nur wegen der Ereignisse in der DDR und der Wiedervereinigung eine Wende in der Geschichte der Partei. Bei der Bundestagswahl 1990 scheiterte die Grüne Partei, die der Wiedervereinigung skeptisch bis ablehnend gegenüberstand, in Westdeutschland an der Fünf-Prozent-Hürde. Dagegen war das in Ostdeutschland angetretene Bündnis 90 als Bundestagsgruppe im Parlament vertreten. 1990/91 verließen zahlreiche Vertreter des linken Flügels die Partei. In den folgenden Jahren reorganisierte sie sich und veränderte durch die Fusion von Grünen und Bündnis 90 zusätzlich ihr Gesicht. 1994 gelang der Wiedereinzug in den Bundestag.
Nach der Bundestagswahl 1998 wurde Bündnis 90/Die Grünen im Kabinett Schröder erstmals Regierungspartei in einer rot-grünen Koalition auf Bundesebene, die in der Wahl 2002 bestätigt und mit den Neuwahlen 2005 beendet wurde. Die Beteiligung Deutschlands am Kosovokrieg sowie an Militäreinsätzen in Afghanistan führten die Partei, zu deren wesentlichen Wurzeln traditionell der Pazifismus gehörte, vor eine Zerreißprobe. Seit der Bundestagswahl 2021 sind Bündnis 90/Die Grünen wieder Regierungspartei in der Ampelkoalition.

## Vorgeschichte und Vorläufergruppierungen

### Neue Soziale Bewegungen und bürgerliche Umweltschützer

Symbol der Anti-Atomkraft-Bewegung

In der alten Bundesrepublik Deutschland entstand in den 1970er Jahren ein breites Spektrum neuer sozialer Bewegungen im Gefolge der Studentenbewegung der 1960er Jahre. Zum späteren parlamentarischen Erfolg der Grünen hat auch die Idee vom Marsch durch die Institutionen der 68er-Generation beigetragen, der schon 1967 von Rudi Dutschke gefordert worden war. In dieser Tradition war ein großer Teil der neuen sozialen Bewegungen politisch bei der Neuen Linken zu verorten. Eine Minderheit politischer Aktivisten war in den sogenannten K-Gruppen organisiert, wie dem Kommunistischen Bund (KB), dem Kommunistischen Bund Westdeutschland (KBW) und der Kommunistischen Partei Deutschlands (KPD). Für sie waren ökologische Probleme unmittelbare Folge kapitalistischer Produktionsverhältnisse. In scharfer Abgrenzung zu den K-Gruppen gehörten anarchistische Gruppierungen der Spontis zur undogmatischen Linken, die ebenfalls Einfluss auf die Entwicklung der Grünen nehmen sollte. Nicht zu unterschätzen ist der Einfluss enttäuschter ehemaliger Sozialdemokraten, die die SPD aus Protest gegen die Verteidigungs- und Atompolitik Helmut Schmidts verließen.
Im Prozess der Herausbildung einer ökologisch orientierten Wahlalternative traf sich das linke Spektrum mit bürgerlichen und konservativen Kräften, die sich in Naturschutzorganisationen und seit Ende der 1960er Jahre verstärkt in lokalen Bürgerinitiativen artikulierten. Die Neuen Linken und die konservativen Umweltschützer, insbesondere die nach dem Krieg geborenen, einte ein postmaterialistischer Wertewandel. Besonders die Ökologiebewegung stellte den linearen Fortschrittsbegriff in Frage und übte prinzipielle Technik- und Zivilisationskritik. Im Gegensatz zu den Milieus der etablierten Parteien ließ sich die Trägergruppe der neuen sozialen Bewegungen weniger durch ihre Partikularinteressen eingrenzen, sondern bildete eine auf universelle Werte ausgerichtete Wertegemeinschaft. Damit war ein Bedeutungsverlust klassischer Themen der Politik wie Wirtschaftswachstum und Finanzstabilität zugunsten neuerer Politikfelder wie dem Umweltschutz oder allgemeinen Fragen nach Lebensqualität, Selbstverwirklichung oder Gleichstellung verbunden. Somit ließ sich das soziopolitische Milieu der entstehenden grünen Parteien nur bedingt in das etablierte rechts-links-Schema einordnen. Überwiegend verkörperte die neue politische Bewegung aber eine libertäre postmaterialistisch-ökologische Linke, die sich von der traditionellen, auf verteilungspolitische Fragen ausgerichteten und stärker ideologisch ausgerichteten Linken abgrenzen ließ.

### Erste lokale Wahlbündnisse (1977)
Durch die Wahlerfolge linker Wahlbündnisse unter Einschluss von Umweltschützern bei den französischen Kommunalwahlen im März 1977 kam es auch innerhalb der westdeutschen Gruppen zu Überlegungen, sich an Wahlen zu beteiligen, zumal angesichts der massiven Polizeimaßnahmen im Zusammenhang mit den Anti-AKW-Protesten der außerparlamentarische Widerstand nicht mehr steigerungsfähig erschien. Dabei kam es zu Auseinandersetzungen mit einem sich strikt antiparlamentarisch verstehenden Teil der Neuen Linken, aber auch mit politischen Gruppen, die eher den Aufbau einer sozialistisch ausgerichteten Partei wünschten.
Zunächst entstanden örtliche Wählergemeinschaften und Wahlbündnisse. Die ersten Kandidaturen gab es am 23. Oktober 1977 bei Wahlen zu den Kreistagen in Niedersachsen, die in einigen Landkreisen im Zuge der kommunalen Neugliederung erforderlich wurden. Im Landkreis Hildesheim erreichte die Grüne Liste Umweltschutz (GLU), die sich im November 1977 mit der kurz zuvor in Niedersachsen gegründeten „Umweltschutzpartei“ verbunden hatte, einen Sitz im Kreistag. Sie hatte ein eher konservatives Selbstverständnis und distanzierte sich insbesondere von linken Atomkraftgegnern deutlich. Im Landkreis Hameln-Pyrmont trat die „Wählergemeinschaft – Atomkraft Nein Danke“ an. Ihre Gründung ging auf die „Bürgerinitiativen gegen Atomkraft Weserbergland“ zurück, die sich gegen den Bau eines Atomkraftwerks in der im Landkreis gelegenen Gemeinde Grohnde richteten und am 19. März 1977 20.000 Atomkraftgegner zu einer Demonstration mobilisiert hatten. Auch sie erreichte mit 2,3 Prozent einen Sitz im Kreistag.
| Wahlergebnisse 1978/1979     | Wahlergebnisse 1978/1979 | Wahlergebnisse 1978/1979 |
| Wahl                         | %                        | Liste                    |
| ---------------------------- | ------------------------ | ------------------------ |
| Niedersachsen 4.6.1978       | 3,9 %                    | GLU                      |
| Hamburg 4.6.1978             | 3,5 % 1,0 %              | Bunte Liste GLU          |
| Hessen 8.10.1978             | 1,1 % 0,9 %              | GLH GAZ                  |
| Berlin 18.3.1979             | 3,7 %                    | AL                       |
| Schleswig-Holstein 29.4.1979 | 2,4 %                    | GLSH                     |
| Europawahl 10.6.1979         | 3,2 %                    | SPV-Die Grünen           |
| Bremen 7.10.1979             | 5,1 %                    | BGL                      |

### Grüne und bunte Listen treten bei Landtagswahlen an (1978)
1978 setzte sich die Entwicklung zur Teilnahme an Wahlen fort, die von Konflikten zwischen linken „Bunten“ bzw. „Alternativen Listen“ auf der einen sowie konservativ orientierten „grünen Listen“ oder „Umweltlisten“ auf der anderen Seite geprägt war. Regelmäßig kam es zu Meinungsverschiedenheiten, inwiefern K-Gruppen-Mitglieder in die gemeinsame Arbeit einbezogen werden sollten.
Bei den Landtagswahlen am 4. Juni 1978 in Niedersachsen kandidierte die Grüne Liste Umweltschutz (GLU) und wurde mit 3,86 % auf Anhieb zur viertstärksten Partei. Bei den Bürgerschaftswahlen in Hamburg am selben Tag konkurrierten die mit Protagonisten des KB besetzte „Bunte Liste – Wehrt euch“ und die Hamburger GLU. Die Bunte Liste erzielte 3,5 Prozent und die GLU 1,1 Prozent.
Der ehemalige umweltpolitische Sprecher der CDU-Bundestagsfraktion Herbert Gruhl verließ aufgrund von unüberbrückbaren Differenzen in der Umweltpolitik im Juli 1978 zusammen mit einigen anderen Unionspolitikern, vor allem aus der Jungen Union, die CDU und gründete die Grüne Aktion Zukunft (GAZ). Da er sein Bundestagsmandat behielt, wird er oft als erster Abgeordneter der Grünen im Bundestag bezeichnet.

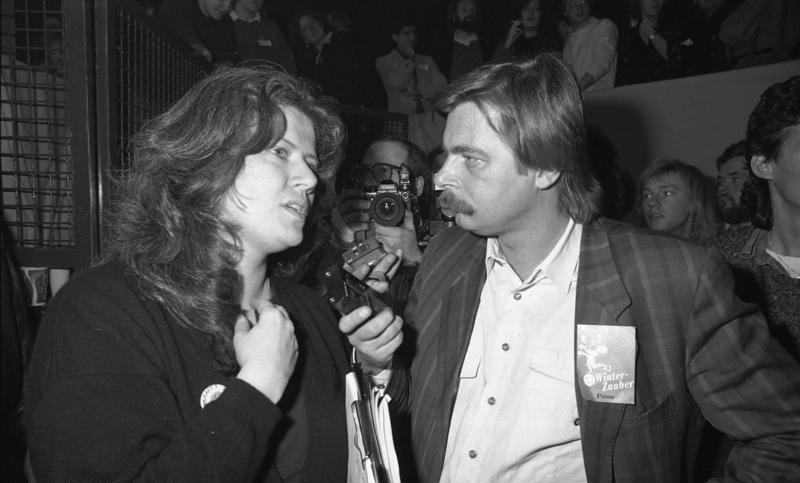
Interview mit Jutta Ditfurth (1987)

Bei der Landtagswahl am 8. Oktober 1978 in Hessen konkurrierte die bürgerliche Grüne Aktion Zukunft mit der Grünen Liste Hessen (GLH). Diese war von Jutta Ditfurth gegründet worden, die später neben Thomas Ebermann und Rainer Trampert zur Symbolfigur des linken Flügels der grünen Partei wurde. Mit 0,9 Prozent blieb das Ergebnis der GAZ deutlich hinter den Erwartungen ihres Gründers Herbert Gruhl zurück, der gehofft hatte mit einem Ergebnis von sechs Prozent die FDP beerben zu können. Auch die GLH scheiterte mit 1,1 Prozent klar an der Fünf-Prozent-Hürde. Spitzenkandidat der GLH war Alexander Schubart, Frankfurter Magistratsdirektor und ehemaliges SPD-Mitglied. Auf Listenplatz 7 wurde als Vertreter der Frankfurter Sponti-Szene Daniel Cohn-Bendit gewählt. Seine Bewerbungsrede, in der er für den Fall des Wahlerfolges die Legalisierung von Haschisch und die Übernahme des Innenministeriums ankündigte, sorgte für Schlagzeilen. Auf Listenplatz 8 kandidierte der Bioladenbesitzer, Schwulenaktivist und spätere Bundestagsabgeordnete der Grünen Herbert Rusche aus Offenbach.
Bei der Landtagswahl am 15. Oktober 1978 in Bayern bildeten die Aktionsgemeinschaft Unabhängiger Deutscher (AUD), die GAZ und die von ehemaligen CSU-Mitgliedern gegründete „Grüne Liste Bayern“ (GLB) ein Wahlbündnis, das sich erstmals den Namen „Die Grünen“ gab. Die ursprünglich nationalkonservative AUD (in Hessen „Aktion Umweltschutz und Demokratie“) hatte mit dem Thema „Lebensschutz“ seit Mitte der 1970er Jahre auch die Umweltpolitik als Thema und konnte prominente Persönlichkeiten als Kandidaten gewinnen, wie den Düsseldorfer Künstler Joseph Beuys, der bei der Bundestagswahl 1976 als parteiloser Spitzenkandidat angetreten war. Die Grünen kamen auf landesweit 1,8 Prozent. Ihr bestes Ergebnis erzielten sie in Freising, wo sie 4,8 Prozent der Erst- und 3,7 Prozent der Zweitstimmen erhielten.

### Europawahl, Einzug in ein Landesparlament und Vorbereitung der Parteigründung (1979)

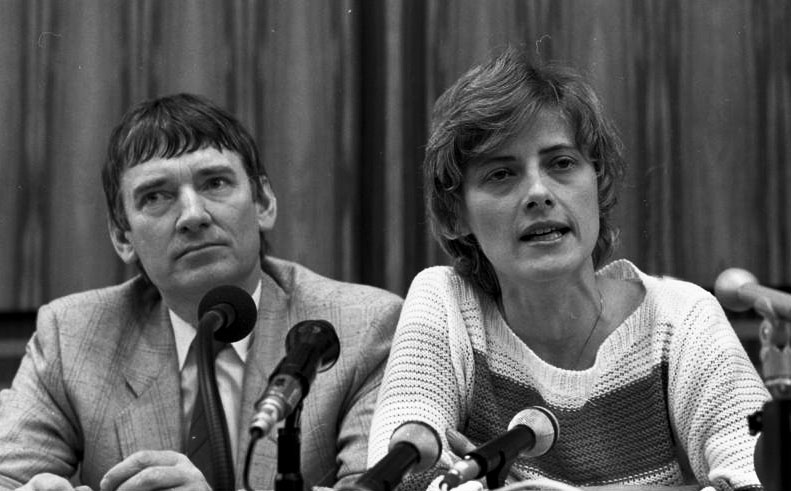
Otto Schily und Petra Kelly auf einer Pressekonferenz nach der Bundestagswahl 1983.

Die Alternative Liste für Demokratie und Umweltschutz (AL) erreichte bei den Wahlen zum Abgeordnetenhaus am 18. März 1979 in Berlin (West) 3,7 Prozent und war mit 10 Abgeordneten in vier Bezirksverordnetenversammlungen vertreten. Die AL war am 5. Oktober 1978 gegründet worden. An der Versammlung nahmen etwa 3.500 Personen teil. Der an der Gründung beteiligte Rechtsanwalt Otto Schily hatte vergebens versucht, einen Unvereinbarkeitsbeschluss mit maoistischen K-Gruppen herbeizuführen. Die Grüne Liste Schleswig-Holstein (GLSH) erzielte am 29. April 1979 2,4 Prozent der Stimmen bei der Landtagswahl.
Für die Europawahl am 10. Juni 1979 kam es am 17./18. März in Frankfurt auf Initiative des Bundesverbands Bürgerinitiativen Umweltschutz (BBU), in dem seit 1972 die bürgerliche Umweltinitiativen organisiert waren, zur Bildung der gemeinsamen Wahlliste „Sonstige Politische Vereinigung (SPV)-Die Grünen“ aus GLU-Niedersachsen, Grüne Liste Schleswig-Holstein, AUD, GAZ, der Freien Internationalen Universität, der Aktion Dritter Weg (A3W) sowie Vertretern weiterer Bürgerinitiativen. Anders als bei Bundestagswahlen war für die Teilnahme Sonstiger Politischer Vereinigungen an der Europawahl keine formelle Parteigründung nötig. Zu Vorsitzenden wurden Herbert Gruhl (GAZ), August Haußleiter (AUD) und Helmut Neddermeyer (GLU) gewählt. Spitzenkandidatin wurde Petra Kelly, die im selben Jahr aus der SPD ausgetreten war. Weitere Kandidaten waren Roland Vogt, Baldur Springmann, Joseph Beuys, Georg Otto, Eva Quistorp und Carl Amery, unter den Ersatzkandidaten waren Herbert Gruhl, Milan Horáček, Dieter Burgmann und Wilhelm Knabe. Die Liste wurde im Wahlkampf u. a. von Heinrich Böll und Helmut Gollwitzer unterstützt.
Die SPV–Die Grünen erzielte mit 900.000 Stimmen 3,2 Prozent. Dieser Wahlerfolg bewirkte eine entscheidende Verschiebung des Kräfteverhältnisses zwischen dem bürgerlichen und dem alternativen Lager und hatte andererseits eine Initialfunktion für die Gründung von Wahlinitiativen für die Kommunalwahlen am 30. September 1979 in Nordrhein-Westfalen, wo in Bielefeld (Bunte Liste 5,6 Prozent), Münster (Grüne Alternative Liste 6,0 Prozent), Leverkusen (5,0 Prozent), Datteln (9,9 Prozent) und Marl (Wählergemeinschaft Die Grünen 8,9 Prozent) der Einzug in die Kommunalparlamente gelang. In Köln (4,0 Prozent) erreichte die Kölner Alternative Sitze in zwei Bezirksvertretungen. In Ahaus, dem geplanten Standort eines Atommüllzwischenlagers, erzielte eine von Atomkraftgegnern gegründete Wählergemeinschaft 25,5 Prozent.

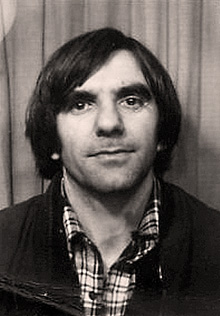
Rudi Dutschke

Am 30. September 1979 fand in Sindelfingen bei Stuttgart ein Treffen von 700 Anhängern der ökologischen Bewegung statt, das in der Gründung der Grünen in Baden-Württemberg als erstem Landesverband resultierte. Die Bremer Grüne Liste (BGL) gewann am 7. Oktober 1979 mit 5,1 Prozent als erste grüne Wählervereinigung in der Bundesrepublik Mandate in einem Landesparlament, der Bürgerschaft. Die BGL bestand überwiegend aus ehemaligen SPD-Mitgliedern um Olaf Dinné. Die gleichfalls kandidierende Alternative Liste erhielt 1,4 Prozent. Auf einer öffentlichen Veranstaltung in der Bremer Stadthalle hatte zuvor Rudi Dutschke vergeblich die Spaltung zwischen „Grünen“ und „Alternativen“ zu verhindern versucht.
Im November 1979 fand ein zweiter Bundeskongress der SPV-Die Grünen in Offenbach statt, auf dem die Parteigründung für Januar 1980 beschlossen wurde. Dies sollte nicht als Neu-, sondern als Umgründung der SPV-Die Grünen geschehen, um die Wahlkampfkostenerstattung von der Europawahl in Höhe von 4,5 Millionen Mark zur Finanzierung des Parteiaufbaus verwenden zu können und die linken Listen nicht als Gründungsmitglieder aufnehmen zu müssen. Allerdings wurde den Mitgliedern der Alternativen die Möglichkeit eröffnet, bis zum 20. Dezember 1979 in die SPV-Die Grünen einzutreten, um am Karlsruher Gründungskongress teilzunehmen, und ein Antrag von Baldur Springmann, eine Mitgliedschaft in der SPV-Die Grünen nicht zuzulassen, wenn gleichzeitig eine Mitgliedschaft in einer anderen, insbesondere einer kommunistischen Organisation bestand, wurde abgelehnt. Daraufhin schnellte die Mitgliederzahl innerhalb von knapp zwei Monaten von 2.800 auf 12.000 in die Höhe. Noch bevor sich der Bundesverband konstituierte, wurde am 16. Dezember 1979 in Hersel bei Bonn ein Landesverband in Nordrhein-Westfalen gegründet.

## Aufbauphase

### Parteigründung (1980)
Auf der Bundesversammlung am 12. und 13. Januar 1980 in Karlsruhe wurde die Partei „Die Grünen“ gegründet. Der Streit über die Mitarbeit von Mitgliedern kommunistischer Organisationen drohte dabei, die Gründung scheitern zu lassen. Die Vereinbarkeit der Mitgliedschaft bei den Grünen mit der Mitgliedschaft in anderen Parteien wurde schließlich ausgeschlossen – u. a. gegen den Protest von Rudolf Bahro, der deshalb auf der Versammlung seinen Parteieintritt erklärte. Umstritten war auch wieder die Teilnahme von Delegierten der Bunten Listen, als deren Sprecher u. a. der Hamburger Henning Venske auftrat. Die Diskussion des Programms und die Wahl eines Vorstandes wurden auf die nächste Bundesversammlung vertagt, die im März 1980 in Saarbrücken stattfinden sollte. Bis dahin wurde der bisherige Vorstand der SPV-Die Grünen in seinem Amt bestätigt und das Europawahlprogramm zur Arbeitsgrundlage gemacht.
Die Bundesversammlung in Saarbrücken am 22./23. März 1980 wählte August Haußleiter, Petra Kelly und Norbert Mann zu Parteisprechern, Rolf Stolz zum Schriftführer und Grete Thomas zur Schatzmeisterin. Die Versammlung verabschiedete ein Grundsatzprogramm, bei dessen Formulierung sich die links-alternativen gegen die bürgerlich-ökologischen Kräfte in allen wichtigen Fragen durchsetzen konnten. So enthielt das Programm unter anderem Forderungen nach Stilllegung aller Atomanlagen, einseitiger Abrüstung, Auflösung der Militärblöcke NATO und Warschauer Pakt, 35-Stunden-Woche bei vollem Lohnausgleich sowie Abschaffung des § 218 StGB. Diese Programmatik wurde von dem konservativen Flügel um Herbert Gruhl als Niederlage empfunden. Das Bundesprogramm, wie zuvor schon das Europawahlprogramm der SPV-Die Grünen, beschrieb die neue Partei als „ökologisch, sozial, basisdemokratisch und gewaltfrei“. Das Selbstverständnis war das einer „Anti-Parteien-Partei“ (Petra Kelly). Die Grünen verstanden sich weniger als Partei, sondern als Bewegung, wobei die Parteigründung als parlamentarisches, zweites Spielbein gesehen wurde. Umstritten war besonders, ob die Präsenz in den Parlamenten lediglich als Bühne dieser Bewegung genutzt werden sollten oder ob man auf tatsächliche Regierungsmacht zielen sollte. Dieser Streit zwischen „Fundis“ und „Realos“ sollte die parteiinterne Debatte der nächsten Jahre bestimmen.
Auf der Bundesversammlung in Dortmund am 21. und 22. Juni 1980 trat August Haußleiter, der in verschiedenen Medien wegen nationalistischer Äußerungen in den 1950er Jahren hart angegriffen worden war, aus Rücksicht auf die neue Partei als Parteisprecher zurück. Die Schatzmeisterin Grete Thomas, von der bekannt geworden war, dass sie ein anderes Parteimitglied, welches sie im Verdacht hatte, ein Agent des Verfassungsschutzes zu sein, durch einen Detektiv hatte beobachten lassen, wurde abgewählt. Als Nachfolger von Haußleiter setzte sich Dieter Burgmann, Landesvorsitzender der AUD-Bayern, gegen Herbert Gruhl und Otto Schily, der im letzten Wahlgang Burgmann dadurch unterstützte, indem er auf eine weitere Kandidatur verzichtete, durch. Weitere Vorstandsmitglieder wurden Helmut Lippelt, Halo Saibold, Christiane Schnappertz, Ursula Alverdes und Erich Knapp. Jan Kuhnert unterlag bei den Wahlen Bettina Hoeltje. Schatzmeisterin wurde Eva Reichelt. Damit war der Gründungsprozess mit der Wahl eines vollständigen Bundesvorstandes abgeschlossen.
Nach seiner Niederlage auf dem Dortmunder Parteitag zog sich der konservative Flügel um Herbert Gruhl und Baldur Springmann aus der Partei zurück. Gruhl begründete seinen Austritt in einem Interview des NDR mit seiner Ablehnung der Basisdemokratie, die damals auch das Rotationsprinzip beinhaltete. Gruhl gründete daraufhin in München die konservative Ökologisch-Demokratische Partei (ÖDP), die oberhalb der kommunalen Ebene relativ bedeutungslos blieb.
Nach den Parteitagen 1980 bildeten sich die kurzlebige Gruppe Basisdemokratische undogmatische Sozialist/inn/en in den Grünen (BUS) rund um Kuhnert, Ditfurth, Eckhard Stratmann-Mertens und andere. Die BUS verstand sich als ökologisch-basisdemokratisches Gegengewicht zum instrumentellen Partei-, Demokratie- und Ökologieverständnis der aus dem Kommunistischen Bund hervorgegangenen Gruppe Z. Die Gruppe Z hatte erfolgreich Bettina Hoeltje bei den Vorstandswahlen unterstützt. Die Mitglieder der BUS zerstreuten sich in der Phase bis 1990 unter die Ökosozialisten, Radikalökologen und Ökolibertären. Letztlich hatten die Ökosozialisten sowohl programmatisch, als auch personell die Oberhand gewonnen und dominierten die Partei bis zu ihrem Auszug 1990.

### Erste Bundestagswahl (1980)
Am 5. Oktober 1980 traten Die Grünen das erste Mal bei einer Bundestagswahl an, scheiterten aber mit enttäuschenden 1,5 Prozent der Zweitstimmen deutlich an der Fünf-Prozent-Hürde. Viele Anhänger der Grünen hatten noch die SPD mit Bundeskanzler Helmut Schmidt als „Kleineres Übel“ gewählt, um einen Kanzler Franz Josef Strauß von der CSU zu verhindern.

### Landtagswahlen und außerparlamentarische Aktionen (1980–1983)
Nur gut zwei Monate nach der Parteigründung zogen die Grünen mit 5,3 Prozent in den Landtag von Baden-Württemberg ein, wo es ihnen verwehrt blieb, eine eigene Fraktion zu bilden, was man ihnen dann aber bei der nächsten Wahl zugestand, als sie mehr Mandate als die FDP erreichten. Im Saarland und in Nordrhein-Westfalen scheiterten grüne Listen kurz nach dem Erfolg von 1980 in Baden-Württemberg. Nach der enttäuschenden Bundestagswahl 1980 nahmen sie in Berlin, Niedersachsen, Hamburg, Hessen sowie bei einer Neuwahl wieder in Hamburg die Fünf-Prozent-Hürde deutlich, nur in Bayern verfehlten sie sie knapp.

Symbol der Friedensbewegung

Die Gründungsphase der grünen Partei fiel mit dem Höhepunkt der Friedensbewegung zusammen. Im Dezember 1979 hatte der Bundestag dem NATO-Doppelbeschluss zugestimmt. 1983 wurde die Zahl der Aktivisten auf 300.000 bis 500.000 in etwa 4.000 Einzelinitiativen geschätzt. Die Friedensdemonstrationen wurden zu immer größeren Massenveranstaltungen: Am 10. Oktober 1981 demonstrierten 300.000 Menschen, am 10. Juni 1982, anlässlich des Besuchs des amerikanischen Präsidenten Ronald Reagan, 500.000 und am 22. Oktober 1983 wiederum eine halbe Million auf den Bonner Hofgartenwiesen gegen die Nachrüstung. Am gleichen Tag nahmen bundesweit etwa 1,3 Millionen Menschen an Aktionen gegen die Nachrüstung teil, darunter 200.000 an einer Menschenkette von Stuttgart nach Neu-Ulm. Auch die Ostermärsche mobilisierten in diesen Jahren regelmäßig Hunderttausende. Die Veranstaltung Künstler für den Frieden am 11. September 1982 im Bochumer Ruhrstadion besuchten 200.000 Menschen. Als der Bundestag am 22. November 1983 die Stationierung amerikanischer Mittelstreckenraketen in Deutschland diskutierte, wurde dies von weiteren Großdemonstrationen im Heißen Herbst begleitet, doch alle etablierten Parteien unterstützten den Wettrüstungskurs. Nach der Niederlage durch die Entscheidung des Bundestages verlor die Friedensbewegung rasch an Bedeutung.
Im November 1981 begann der Bau der Frankfurter Startbahn West. Bei den Protesten kam es durch kleinere militante Gruppen von Autonomen zu extrem gewaltsamen Auseinandersetzungen mit der Polizei. Dies wiederholte sich unter anderem bei Demonstrationen gegen das Kernkraftwerk Brokdorf sowie gegen die geplante Wiederaufarbeitungsanlage Wackersdorf. Die Gewaltakte schadeten dem Ansehen der Umweltbewegung und die Unterstützung breiterer Bevölkerungsgruppen schwand zusehends.

## Die Grünen im Bundestag
| Bundestagswahlergebnisse der Grünen bzw. Bündnis 90/Die Grünen             | Bundestagswahlergebnisse der Grünen bzw. Bündnis 90/Die Grünen |
| Wahl                                                                       | %                                                              |
| -------------------------------------------------------------------------- | -------------------------------------------------------------- |
| Bundestagswahl 1980                                                        | 1,5 %                                                          |
| Bundestagswahl 1983                                                        | 5,6 %                                                          |
| Bundestagswahl 1987                                                        | 8,3 %                                                          |
| Bundestagswahl 1990                                                        | 4,8 % (Grüne) 1 6,0 % (Bündnis 90) 2                           |
| Bundestagswahl 1994                                                        | 7,3 %                                                          |
| Bundestagswahl 1998                                                        | 6,7 %                                                          |
| Bundestagswahl 2002                                                        | 8,6 %                                                          |
| Bundestagswahl 2005                                                        | 8,1 %                                                          |
| Bundestagswahl 2009                                                        | 10,7 %                                                         |
| Bundestagswahl 2013                                                        | 8,4 %                                                          |
| Bundestagswahl 2017                                                        | 8,9 %                                                          |
| Bundestagswahl 2021                                                        | 14,7 %                                                         |
| Bundestagswahl 2025                                                        | 11,6 %                                                         |
| 1 Ergebnis in den alten Bundesländern2 Ergebnis in den neuen Bundesländern |                                                                |

### Erste Bundestagsfraktion (1983–1987)
Am 17. September zerbrach die sozialliberale Koalition. Die Friedens- und die Umweltbewegung waren inzwischen Massenbewegungen geworden und brachten den Grünen einen starken Wählerzuwachs bei der vorgezogenen Bundestagswahl am 6. März 1983. Keine Rolle bei der Wahl spielten konkurrierende Umweltparteien. Die ÖDP trat nur in Bayern mit einer Landesliste an und erhielt lediglich rund 11.000 Stimmen. Mit 5,6 Prozent der Zweitstimmen gewannen die Grünen 28 Abgeordnetensitze. Damit schaffte zum ersten Mal seit Mitte der 1950er Jahre eine neu gegründete Partei den Sprung in den Bundestag. Mit dem Einzug der Grünen waren im Bundestag erstmals seit 1961 wieder vier Fraktionen vertreten.
Mit dem Landesgeschäftsführer der Grünen Hessen, Herbert Rusche, zog der erste sich öffentlich bekennende schwule Bundestagsabgeordnete in den Bundestag ein.
Im Oktober 1983 besuchten Petra Kelly, Otto Schily, Antje Vollmer, Gert Bastian, Dirk Schneider, Gustine Johannsen und Lukas Beckmann die DDR. Dabei unterzeichneten sie einen persönlichen Friedensvertrag mit Erich Honecker, der beide Seiten verpflichten sollte, sich für den Beginn einseitiger Abrüstung im eigenen Land einzusetzen. Petra Kelly trug dazu einen Pullover mit dem Aufdruck Schwerter zu Pflugscharen und fragte Honecker, warum er in der DDR verbiete, was er im Westen unterstütze.

### Alternative Parteistrukturen
Als „Anti-Parteien-Partei“ und „grundlegende Alternative zu den herkömmlichen Parteien“, die die Vorgaben des Parteiengesetzes freilich einhalten musste, experimentierten die Grünen mit Parteistrukturen, die eine Funktionärskaste von Berufspolitikern verhindern sollten, wie sie die Grünen in allen etablierten Parteien kritisierten. Als „Bewegungspartei“ sollten die Grünen ausdrücklich nicht mehr sein als ein parlamentarisches Spielbein, während die außerparlamentarische Opposition das Standbein bleiben sollte.
Die an einem latenten Antiparlamentarismus der Neuen Linken und grundsätzlicher Kritik an der repräsentativen Demokratie orientierte Basisdemokratie war für die Grünen der 1980er Jahre nicht nur eine gesamtgesellschaftliche Forderung, sondern sollte auch innerhalb der Grünen Partei vorgelebt werden. Deshalb sollten ihre politischen Repräsentanten stets an den Willen der dezentral organisierten Parteibasis rückgebunden sein und einer ständigen Kontrolle unterliegen. So wurde den Parlamentariern von der Parteibasis lediglich ein imperatives Mandat erteilt. Tatsächlich spielte das, verfassungsrechtlich nicht haltbare, imperative Mandat von Anfang an keine Rolle. Alle Sitzungen, selbst die der Bundestagsfraktion, wurden zunächst öffentlich abgehalten. Entscheidungen sollten nach dem Konsensprinzip getroffen werden. Beide Prinzipien erwiesen sich nicht zuletzt aufgrund der Heterogenität der Grünen und ihrer Streitkultur als nicht durchzuhalten.
Um Ämterhäufung und Machtkonzentration zu vermeiden, verfolgten die Grünen lange eine strikte Trennung von Amt und Mandat, die erst 2003 gelockert wurde. Statt eines Parteivorsitzenden gab es drei gleichberechtigte Vorstandssprecher. Konsequenterweise führten die Grünen lange Zeit keine personalisierten Wahlkämpfe.
Zu den rigiden Vorbeugungsmaßnahmen gegen bürokratische Verkrustungen einer politischen Klasse gehörte, dass in den Anfangsjahren alle Parteiämter ehrenamtlich ausgeübt werden mussten. In Verbindung mit der Trennung von Amt und Mandat führte dies dazu, dass professionell arbeitende Politiker mit bezahlten Mitarbeitern in den Fraktionen einem unbezahlten, schlecht ausgestatteten und kaum in die parlamentarische Arbeit eingebundenen Parteivorstand gegenüberstanden. Da sich dieses Konzept als wenig tragfähig erwies, konnten seit 1987 Mitglieder des Bundesvorstandes eine Vergütung beantragen. Doch noch 1988 standen 24 Parteiangestellte etwa 200 Fraktionsmitarbeitern gegenüber, so dass die Parteivorstände notorisch im Schatten der Fraktionen standen. Ein Element zur Verhinderung professionalisierter parlamentarischer Eliten bestand darin, dass ein Großteil der Diäten an den Öko-Fonds der Partei abzuführen waren und anfangs nur ein einem Facharbeitergehalt entsprechender Betrag persönlich behalten werden durfte. Dieser betrug 1.950 plus 500 Mark für jede zu unterhaltende Person. Noch heute spielen die Mandatsträgerbeiträge bei den Grünen eine größere Rolle als bei anderen Parteien. So lag deren Anteil an der Gesamtfinanzierung der Bundespartei im Schnitt 2003 bis 2010 bei 20 Prozent, in Niedersachsen noch im Jahr 2016.
Keine organisatorische Besonderheit der Grünen hat inner- wie außerhalb der Partei für so viel Diskussionen gesorgt wie das nur wenige Jahre angewandte Rotationsprinzip. Abgeordnete hatten dem Beschluss einer Bundesversammlung von 1983 zufolge ihr Mandat bereits nach der Hälfte der Legislaturperiode für einen Nachrücker, der zuvor in einer Bürogemeinschaft mit dem gewählten Abgeordneten arbeitete, freizumachen. Schon in der ersten Wahlperiode nach dem Einzug in den Bundestag kam es zu verschiedenen Problemen bei der Handhabung des Rotationsprinzips. Petra Kelly und Gert Bastian weigerten sich zu rotieren, andere überließen widerwillig einer vermeintlichen oder tatsächlichen zweiten Garde die Abgeordnetenplätze. Ganz ähnlich verhielt es sich mit der ebenfalls eingeführten Rotation an der Parteispitze. Schon 1986 wurde die zweijährige durch eine vierjährige Rotation ersetzt. In der folgenden Legislaturperiode rotierten nur noch die Abgeordnete des Hamburger und des Berliner Landesverbands.
Die langlebigste Neuerung war die Frauenquote auf alle Ämter und Wahllisten, um eine gleichberechtigte Teilhabe von Frauen in der Politik zu erreichen. Aufsehen erregte der am 3. April 1984 gewählte rein weibliche Vorstand der Bundestagsfraktion mit Annemarie Borgmann, Waltraud Schoppe, Antje Vollmer, Christa Nickels, Heidemarie Dann und Erika Hickel. Das Männer-Frauen-Verhältnis lag in der 10. Legislaturperiode bei 18:10. In sämtlichen späteren grünen Fraktionen gab es mehr Frauen als Männer.
Viele der parteiinternen Experimente der Grünen wurden rasch wieder fallengelassen oder stark relativiert. Schnell hatte sich gezeigt, dass die Basisdemokratie statt einer Elite von Berufspolitikern informelle Eliten der verschiedenen Strömungen begünstigte, die der innerparteilichen Kontrolle weitgehend entzogen war. Zudem bildete sich durch die gewollte amateurhafte Parteistruktur eine so nicht beabsichtigte Schicht besonders aktiver Mitglieder heraus, die über ausreichend Zeit und finanzielle Unabhängigkeit verfügte. Dazu gehörten neben Mitarbeitern des öffentlichen Dienstes Studenten und nicht zuletzt arbeitslose Akademiker.

### Gesellschaftspolitische Diskussionen
Der Erfolg der Grünen führte zu heftigen gesellschaftspolitischen Diskussionen, denn von den etablierten gesellschaftlichen Kräften wurde er als Angriff und Gefahr für das bestehende System gesehen. Die Grünen mussten sich nicht nur des Vorwurfes erwehren, deutschlandfeindlich und systemkritisch zu sein. Vielmehr wurde ihnen ein gespaltenes Verhältnis zum Gewaltmonopol des Staates sowie eine Nähe zum Terrorismus der Rote Armee Fraktion in den 1970er Jahren unterstellt. Angeführt wurde beispielsweise der Umstand, dass Otto Schily und Christian Ströbele als profilierte Strafverteidiger in den 1970er Jahren Terroristen verteidigt hatten. Ein Nachhall dieser Fragen erfolgte 2001, als Joschka Fischer seine Vergangenheit als Frankfurter Straßenkämpfer vorgeworfen wurde und versucht wurde, daraus politisches Kapital zu schlagen.
Im Zuge der Landtagswahl 1985 kam in Nordrhein-Westfalen ein sogenannter „Kindersexskandal“ in die Schlagzeilen. Eine Arbeitsgruppe des Landesverbandes forderte eine Streichung des Sexualstrafrechtes (inkl. § 176 StGB), dies wurde in einem Beschluss mit 76:53 Stimmen angenommen und kam in eine erste Version des Wahlprogramms der Grünen.

### Flügelkämpfe 1983–1989
Seit dem Auszug der bürgerlichen Kräfte 1980/81 dominierten die Ökosozialisten die Partei. Neben der an den Rand gedrängten bürgerlichen Strömung bildete sich besonders in Baden-Württemberg 1983 eine Gruppe sogenannter Ökolibertärer, die anthroposophisch und humanistisch geprägt waren. Die Ökolibertären lehnten zwar blinde Fortschrittsgläubigkeit ab, hielten aber das Wirtschaftssystem der Bundesrepublik für reformierbar, befürworteten das parlamentarische System der Bundesrepublik und wollten möglichst wenig Staatseingriffe. Sie sprachen sich bereits in den 1980er Jahren für Koalitionen mit der CDU aus. Ihre wichtigsten Protagonisten waren Wolf-Dieter Hasenclever und Winfried Kretschmann.
Als noch kontroverser erwies sich seit der ersten rot-grünen Koalition in Hessen 1983 der erbittert geführte Streit um die eigene Stellung zum bundesrepublikanischen System und insbesondere um eine grüne Regierungsbeteiligung. Jenseits des Links-Rechts-Schemas vertraten dabei die sogenannten „Fundis“ (abgeleitet von Fundamentalisten) im Wesentlichen eine radikal systemkritische Position und lehnten Kompromisse mit den etablierten Parteien und damit auch mögliche Regierungsbeteiligungen ab. Unter den Fundis zielten die Radikalökologen auf eine Überwindung des Systems durch Deindustrialisierung ab. Die Nuklearkatastrophe von Tschernobyl vom 26. April 1986 und der Bruch der hessischen Koalition im Februar 1987 beförderten die Strömung der Fundis, was sich unter anderem in einer stärkeren Repräsentanz im dreiköpfigen Bundesvorstand niederschlug.
Die in der Bundestagsfraktion und in den meisten Landtagsfraktionen dominierenden „Realos“ (abgeleitet von Realpolitikern) strebten dagegen zunehmend Arrangements mit den Etablierten Parteien und mögliche Koalitionen an, um Reformen im Sinne grüner Politik auch in Ansätzen durchzusetzen, wofür sie auch verstärkt zu Kompromissen bereit waren. Vordenker der Flügel waren Joschka Fischer sowie Hubert Kleinert auf der Seite der Realos und Jutta Ditfurth auf Seite der Fundis. Die beiden Flügel erwiesen sich als annähernd gleich stark und drohten zunehmend, sich gegenseitig zu blockieren oder gar die Partei zu spalten, da aus den Sachfragen immer mehr Machtfragen wurden. Das wirkungsvollste Bindeglied der widersprüchlichen Strömungen war letztlich die Fünf-Prozent-Sperrklausel des bundesdeutschen Wahlrechts, denn beide Parteiflügel mussten fürchten, nicht stark genug zu sein, um diese alleine überwinden zu können.
1988 versuchte eine „Grüner Aufbruch“ genannte Gruppe um Antje Vollmer, Ralf Fücks und Christa Nickels über die das Medienbild der Grünen beherrschenden Flügelkämpfe hinweg eine gemeinsame grüne Politik zu betreiben und zu vermitteln. Nach einem ergebnislosen Perspektivkongress, der zu einem Kompromiss zwischen den politischen Vorstellungen der verschiedenen Strömungen hätte führen sollen, bildete sich mit dem „Linken Forum“ um Ludger Volmer, Jürgen Reents und Eckart Stratmann eine weitere innerparteiliche Richtung. Dieses stimmte inhaltlich weitgehend mit den Ökosozialisten überein, da sie ein kapitalistisches Wirtschaftssystem letztlich für unvereinbar mit ökologischem Wirtschaften hielten, strategisch befürworteten sie aber Regierungsbeteiligungen wie die Realos. Noch im Dezember 1988 schloss zudem der Grüne Aufbruch ein Bündnis mit den Realos, verhalf aber im Januar 1989 dem Ökosozialisten Thomas Ebermann zur Wahl als einer der Sprecher der Bundestagsfraktion gegen den Realo Otto Schily. Im November 1989 zog Schily die Konsequenz aus den sich hinziehenden Auseinandersetzungen um Vorwürfe wie Profilierungssucht und Berufspolitikertum. Er trat aus der Partei aus und wechselte zur SPD.

### Erste rot-grüne Koalitionen auf Landesebene (1985–1990)
| Regierungsbeteiligungen von Grünen, Bündnis 90 und Bündnis 90/Die Grünen | Regierungsbeteiligungen von Grünen, Bündnis 90 und Bündnis 90/Die Grünen | Regierungsbeteiligungen von Grünen, Bündnis 90 und Bündnis 90/Die Grünen                              |
| Dauer                                                                    | Land/Bund                                                                | Koalitionspartner                                                                                     |
| ------------------------------------------------------------------------ | ------------------------------------------------------------------------ | --- |
| 1985–1987                                                                | Hessen                                                                   | SPD (Kabinett Börner III)                                                                             |
| 1989–1990                                                                | Berlin                                                                   | AL mit SPD (Senat Momper)                                                                             |
| 1990                                                                     | Berlin                                                                   | AL mit SPD und CDU (sog. MagiSenat gem. Art. 16 Einigungsvertrag, Senat Momper/Magistrat Schwierzina) |
| 1990–1994                                                                | Niedersachsen                                                            | SPD (Kabinett Schröder I)                                                                             |
| 1990–1994                                                                | Brandenburg                                                              | B’90 mit SPD und FDP (Kabinett Stolpe I)                                                              |
| 1991–1999                                                                | Hessen                                                                   | SPD (Kabinett Eichel I und II)                                                                        |
| 1991–1995                                                                | Bremen                                                                   | SPD und FDP (Senat Wedemeier III)                                                                     |
| 1994–1998                                                                | Sachsen-Anhalt                                                           | SPD (Kabinett Höppner I (durch PDS toleriert))                                                        |
| 1995–2005                                                                | Nordrhein-Westfalen                                                      | SPD (Kabinett Rau V, Kabinett Clement I und II, Kabinett Steinbrück)                                  |
| 1996–2005                                                                | Schleswig-Holstein                                                       | SPD (Kabinett Simonis II und III)                                                                     |
| 1997–2001                                                                | Hamburg                                                                  | SPD (Senat Runde)                                                                                     |
| 1998–2005                                                                | Bundesregierung                                                          | SPD (Kabinett Schröder I und II)                                                                      |
| 2001–2002                                                                | Berlin                                                                   | SPD (Senat Wowereit I (durch PDS toleriert))                                                          |
| 2007–2019                                                                | Bremen                                                                   | SPD (Senat Böhrnsen II und III, Senat Sieling)                                                        |
| 2008–2010                                                                | Hamburg                                                                  | CDU (Senat von Beust III und Senat Ahlhaus)                                                           |
| 2009–2012                                                                | Saarland                                                                 | CDU und FDP (Kabinett Müller III und Kabinett Kramp-Karrenbauer I)                                    |
| 2010–2017                                                                | Nordrhein-Westfalen                                                      | SPD (Kabinett Kraft I (als Minderheitsregierung) und II)                                              |
| 2011–2016                                                                | Baden-Württemberg                                                        | SPD (Kabinett Kretschmann I)                                                                          |
| 2011–2016                                                                | Rheinland-Pfalz                                                          | SPD (Kabinett Beck V und Kabinett Dreyer I)                                                           |
| 2012–2017                                                                | Schleswig-Holstein                                                       | SPD und SSW (Kabinett Albig)                                                                          |
| 2013–2017                                                                | Niedersachsen                                                            | SPD (Kabinett Weil I)                                                                                 |
| 2014–2024                                                                | Hessen                                                                   | CDU (Kabinett Bouffier II und III, Kabinett Rhein I)                                                  |
| 2014–2020                                                                | Thüringen                                                                | Die Linke und SPD (Kabinett Ramelow I)                                                                |
| 2016–2021                                                                | Sachsen-Anhalt                                                           | CDU und SPD (Kabinett Haseloff II)                                                                    |
| 2016–2023                                                                | Berlin                                                                   | SPD und Die Linke (Senat Müller II und Senat Giffey)                                                  |
| 2017–2022                                                                | Schleswig-Holstein                                                       | CDU und FDP (Kabinett Günther I)                                                                      |
| 2019–2024                                                                | Brandenburg                                                              | SPD und CDU (Kabinett Woidke III)                                                                     |
| 2019–2024                                                                | Sachsen                                                                  | CDU und SPD (Kabinett Kretschmer II)                                                                  |
| 2020–2024                                                                | Thüringen                                                                | Die Linke und SPD (Kabinett Ramelow II)                                                               |
| 2021–2025                                                                | Bundesregierung                                                          | SPD und FDP (Kabinett Scholz – als Minderheitsregierung mit SPD ab Nov. 2024)                         |
| seit 2015                                                                | Hamburg                                                                  | SPD (Senat Scholz II, Senat Tschentscher I, II und III)                                               |
| seit 2016                                                                | Baden-Württemberg                                                        | CDU (Kabinett Kretschmann II und III)                                                                 |
| seit 2016                                                                | Rheinland-Pfalz                                                          | SPD und FDP (Kabinett Dreyer II und III, Kabinett Schweitzer)                                         |
| seit 2019                                                                | Bremen                                                                   | SPD und Die Linke (Senat Bovenschulte I und II)                                                       |
| seit 2022                                                                | Nordrhein-Westfalen                                                      | CDU (Kabinett Wüst II)                                                                                |
| seit 2022                                                                | Schleswig-Holstein                                                       | CDU (Kabinett Günther II)                                                                             |
| seit 2022                                                                | Niedersachsen                                                            | SPD (Kabinett Weil III)                                                                               |

Auf landespolitischer Ebene hatte es 1982 in Hamburg Verhandlungen zwischen der SPD und der Grün-Alternativen Liste gegeben, die weder zu einer politischen Zusammenarbeit noch zu einer Koalitionsregierung beider Parteien führten. In Hessen kam es dagegen ab Juni 1984 zur Tolerierung einer SPD-Minderheitsregierung durch die Grünen. Im September 1984 bot Oskar Lafontaine, der Ministerpräsident des Saarlands, als erster SPD-Spitzenpolitiker den Grünen eine Koalition für den Fall an, dass es nach der Landtagswahl eine entsprechende rechnerische Mehrheit gäbe. Da die Grünen deutlich an der Fünf-Prozent-Hürde scheiterten und die SPD mit absoluter Mehrheit in den Landtag einzog, kam es nicht dazu. Ebenfalls 1984 kam es zu Erfolgen bei der Europawahl und zu ersten Formen von Zusammenarbeit mit der SPD auf kommunaler Ebene.
Am 12. Dezember 1985 wurde in Hessen die – nicht nur in Deutschland – erste rot-grüne Koalition besiegelt. Joschka Fischer wurde Umweltminister. Bekannt wurde er als sogenannter Turnschuh-Minister, da er bei seiner Vereidigung am 12. Dezember 1985 in Turnschuhen erschien. Bereits nach 452 Tagen, am 9. Februar 1987 zerbrach die Koalition an dem Streit über die Genehmigung für das Hanauer Nuklearunternehmen Alkem.
1984 hatten die Grünen das Haus Wittgenstein in Roisdorf bei Bonn erworben, um dort eine Zukunftswerkstatt als Zentrum für eine neue politische Kultur einzurichten. Bei dem dazu erforderlichen Umbau kam es zu steuerlichen Unregelmäßigkeiten. Auf einer außerordentlichen Bundesversammlung in Karlsruhe im Dezember 1988 sprach sich die Mehrheit der Delegierten wegen der Unregelmäßigkeiten für den Rücktritt des Bundesvorstandes aus, der die Vorwürfe nicht hatte ausräumen können. Daraufhin traten die drei Parteisprecher Jutta Ditfurth, Regina Michalik und Christian Schmidt von ihren Ämtern zurück.
Nach der Berliner Abgeordnetenhauswahl vom 29. Januar 1989 kam es zu einer zweiten rot-grünen Koalition in Berlin. De jure ab dem 3. Oktober 1990 (de facto ab dem 12. Juni 1990) wurde durch Art. 16 des Einigungsvertrags eine gesamtberliner Regierung aus dem (West-)Berliner Senat und dem (Ost-)Berliner Magistrat (sog. MagiSenat) zusammen mit SPD und CDU gebildet (erste Kenia-Koalition). Diese brach am 15. November 1990 auseinander, weil der damalige Innensenator Erich Pätzold (SPD) die Räumung besetzter Häuser in der Mainzer Straße veranlasst hatte. Mit besonderer Aufmerksamkeit wurde der Senat Momper beobachtet, weil in seine Amtszeit der Fall der Berliner Mauer fiel.

### Zweite Bundestagsfraktion (1987–1990)
Die Flügelkämpfe verhinderten nicht den weiteren bundespolitischen Erfolg. Unter einem von Fundis beherrschten Bundesvorstand mit Jutta Ditfurth und Rainer Trampert erreichten die Grünen bei der Bundestagswahl am 25. Januar 1987 mit 8,3 Prozent der Zweitstimmen insgesamt 44 Mandate. Auch in Hessen legten die Grünen weiter zu.
Am 25. April 1987 durchsuchte die Polizei die Geschäftsstelle in Bonn und beschlagnahmte Flugblätter zum Boykott der Volkszählung sowie am 30. April wegen des Aufrufs zum Boykott auch die Geschäftsstellen in München und Trier.
Mit dem 3. Oktober 1990 und der Auflösung der Volkskammer wurden sieben benannte Mitglieder der Volkskammerfraktion Bündnis 90/Grüne Mitglieder der grünen Bundestagsfraktion.

## Umbruch in der DDR und Wiedervereinigung

### Bürgerbewegung in der DDR bis zu den ersten Landtagswahlen (1989/1990)

Logo der Grünen Partei in der DDR

Das Bündnis 90 hatte seine Wurzeln in der Friedens- und Bürgerrechtsbewegung der DDR. Es wurde 1990 zunächst als Listenvereinigung der Bürgerbewegungen Neues Forum, Demokratie Jetzt, Initiative Frieden und Menschenrechte zur ersten freien Volkskammerwahl gebildet und gründete sich 1991 als eigenständige Partei, die große Teile der drei Bürgerbewegungen vereinigte. Zwischen Mitgliedern der Grünen wie beispielsweise Petra Kelly und oppositionellen Gruppen in der DDR hatte es bereits vor der Wende Kontakte gegeben. Diese führten nach der Wende zur Zusammenarbeit von Bürgerbewegungen und Grünen. Wenige Tage nach dem Fall der Mauer, am 24. November 1989, gründete sich die Grüne Partei in der DDR.
Bei der Volkskammerwahl am 18. März 1990, bei der es keine Sperrklausel gab, entfielen auf das Bündnis 90 2,9 Prozent, auf die Listenverbindung der Grünen und des Unabhängigen Frauenverbandes 2,0 Prozent. Dieses Ergebnis musste enttäuschen, waren im Bündnis 90 doch die meisten der Kräfte vereinigt, die am Zusammenbruch des SED-Regimes maßgeblich mitgewirkt hatten. Dem Wunsch der Bevölkerung nach einer möglichst raschen und reibungslosen Vereinigung sowie dem professionellen, wesentlich über die bundesdeutschen Medien ausgetragenen Wahlkampf der westlichen Parteiapparate, die sich auch noch auf die übernommenen Strukturen, teilweise auf das Personal sowie auf das Vermögen der ehemaligen Blockparteien stützten, hatte das Bündnis 90 außer der hohen Reputation seiner Protagonisten letztlich wenig entgegenzusetzen.
Elf Tage nach der deutschen Vereinigung, am 14. Oktober 1990, fanden die ersten Landtagswahlen statt. Listenverbindungen von Bürgerrechtsgruppen und Grünen zogen in Sachsen, Sachsen-Anhalt und Thüringen in die Landesparlamente ein. In Brandenburg zog Bündnis 90 mit 6,4 % der Stimmen in den Landtag ein und bildete mit SPD und FDP eine Regierungskoalition. Die getrennt angetretenen Grünen verfehlten mit 2,8 den Einzug in das Parlament. In Mecklenburg-Vorpommern erzielten Grüne, Neues Forum und Bündnis 90 zwar insgesamt 9,3 %, da sie hier aber in Erwartung höherer Stimmanteile jeweils alleine antraten, scheiterten alle drei an der Fünf-Prozent-Hürde.

### West-Grüne von der Wiedervereinigung überrascht
Für die Mehrheit der Grünen gab es vor dem Mauerfall keine Deutsche Frage. Die Zweistaatlichkeit wurde noch bis zur Volkskammerwahl 1990 nicht in Frage gestellt und am 14. November 1989 rief der Bundesvorstand die Bundesregierung dazu auf, die DDR völkerrechtlich anzuerkennen und damit die Zweistaatlichkeit festzuschreiben. Einer Wiedervereinigung stand man auch dann noch skeptisch bis ablehnend gegenüber, als klar war, dass diese kommen würde. Im März 1990 lautete nach längerer Debatte der Minimalkonsens innerhalb der Bundestagsfraktion, dass die Grundlagen für ein Festhalten an der Zweistaatlichkeit entfallen seien, aber ein „Nationalstaat kein wünschenswertes Ordnungsprinzip für die beiden deutschen Staaten“ sei. Auf der Bundesversammlung Ende März 1990 nahm die Partei Abschied von der Zweistaatlichkeitsposition. Stattdessen wollte man sich aktiv in den Einheitsprozess einmischen und sich dabei für Entmilitarisierung, ökologischen Umbau und eine breite Verfassungsdiskussion über eine neue gesamtdeutsche Verfassung einsetzen. Die Währungs-, Wirtschafts- und Sozialunion wurde von den Grünen als „Vollzug der Unterwerfung“ kritisiert. Auf dem Dortmunder Parteitag im Juni 1990 bekräftigten die Grünen diese ablehnende Haltung. Die Währungsunion sei ein „Dokument der Einverleibung“ und des „bloßen Anschlusses der DDR an die BRD“. Ebenso wurde der Einigungsvertrag abgelehnt. Hans-Christian Ströbele bezeichnete ihn auf dem Bayreuther Parteitag im September 1990 als „größte Landnahme der deutschen Industrie seit den Kolonialkriegen, sieht man mal von der Nazi-Zeit ab“.

### Bundestagswahl 1990: West-Grüne scheitern, Bündnis 90 wird Bundestagsgruppe

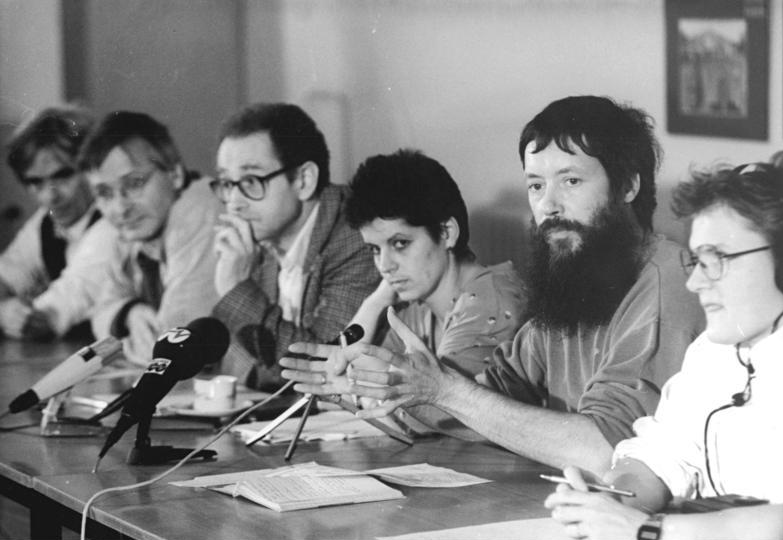
Gemeinsame Pressekonferenz der Grünen aus Ost und West 1990

Bei der Bundestagswahl am 2. Dezember 1990 warb die Partei mit dem Slogan „Alle reden von Deutschland. Wir reden vom Wetter“ und lagen damit quer zu der in der öffentlichen Debatte vorherrschenden Stimmung.
Bei der Bundestagswahl scheiterten die westdeutschen Grünen mit 4,8 Prozent an der Fünf-Prozent-Hürde. Bei der Wahl wurden die Stimmen in getrennten Wahlgebieten ausgezählt, einmal in den alten Bundesländern (einschließlich West-Berlins) und einmal in den neuen Bundesländern (einschließlich Ost-Berlins). Diese einmalig geltende Sonderregelung war erst sechs Wochen vor der Wahl nach einer Klage vor dem Bundesverfassungsgericht durchgesetzt worden. Geklagt hatten die Grünen, da die Grünen sich im Unterschied zu den anderen Parteien noch nicht mit ihren politischen Verbündeten in Ostdeutschland, den neu entstandenen Bürgerbewegungen, vereinigt hatten. Da die Grünen im westdeutschen Wahlgebiet unter fünf Prozent blieben, verfehlten sie dennoch den Einzug in den Bundestag. Bei einer rechtzeitigen Vereinigung von west- und ostdeutschen Gruppierungen wären Grüne und Bündnis 90 mit einem gesamtdeutschen Stimmenanteil von 5,1 Prozent in Fraktionsstärke in den Bundestag eingezogen.
Immerhin profitierte das Bündnis 90 davon, dass aufgrund des Urteils in Ostdeutschland auch Listenvereinigungen zur Wahl antreten konnten und so auf 6,0 Prozent kam. Da das Bündnis 90 mit acht Abgeordneten die Mindestgröße einer Fraktion nicht erreichte, erhielt es den Status einer Bundestagsgruppe. Diese versuchte im Bundestag, die Vereinigung als Neubeginn zu gestalten. Vergeblich beantragte sie die Errichtung eines Verfassungsrates sowie die Zählung der Legislaturperioden des Bundestages neu zu beginnen, um der historischen Situation in Deutschland Rechnung zu tragen. Eine neue Verfassung hätte nach Vorstellungen des Bündnis 90 unter anderem dem Datenschutz, der Frauengleichstellung und Diskriminierungsverboten für Homosexuelle und Behinderte Verfassungsrang eingeräumt. Besonderes Augenmerk legten die Bürgerrechtler des Bündnis 90 auf die Aufarbeitung der DDR-Geschichte. Auf ihren Gesetzesentwurf von 1991 geht das Stasi-Unterlagen-Gesetz zurück. Joachim Gauck wurde Bundesbeauftragter für die Unterlagen des Staatssicherheitsdienstes der ehemaligen Deutschen Demokratischen Republik. Im Oktober 2000 wurde Marianne Birthler seine Nachfolgerin. Beide gehörten der Bundestagsgruppe von Bündnis 90 an.

## Vereinigung von Bündnis 90 und Grünen

### „Realpolitische Wende“ (1990–1993)

BDK in Neumünster 1991 – der Moment des Austritts von Jutta Ditfurth unter medialer Beobachtung

Die Wahlniederlage war ein Schock für die Partei und es wurde für möglich gehalten, dass sie das Ende der Grünen bedeuten würde. Bei der Wahlkampfstrategie hatten sich die Kritiker der Wiedervereinigung durchgesetzt – nun wurden sie verantwortlich gemacht für das Debakel. Zudem schwelte noch immer der Konflikt über das Selbstverständnis der Partei inklusive der offenen Machtfrage. Auf dem Bundesparteitag im April 1991 in Neumünster wurden die Konsequenzen diskutiert. Erstmals bekannten sich die Grünen ausdrücklich zur parlamentarischen Demokratie und definierten sich als Reformpartei. Die Parteistrukturen wurden professionalisiert, so wurde beschlossen, die Parteisprecher in Zukunft zu bezahlen. Systemoppositionelle Schlagworte, wie das von der „Anti-Parteien-Partei“, wurden aus dem Programm genommen.
Auf diese realpolitische Wende folgte eine Austrittswelle von Ökosozialisten wie Thomas Ebermann und Rainer Trampert und später auch von Radikalökologen wie Jutta Ditfurth. Linke Realpolitiker wie Jürgen Trittin, Daniel Cohn-Bendit, Krista Sager, Ludger Volmer sowie Ökolibertäre wie Winfried Kretschmann verblieben in der Partei. Jutta Ditfurth gründete im Jahr 1991 die Partei Ökologische Linke, im Jahr 2001 zusammen mit ihrem Lebenspartner Manfred Zieran die Wählervereinigung ÖkoLinX-Antirassistische Liste (ÖkoLinX-ARL). Diese erlangte nur kommunale Bedeutung. Sie gab die neue Zeitschrift ÖkoLinX heraus und setzte sich in verschiedenen Publikationen äußerst kritisch mit der bisherigen und weiteren Entwicklung der Grünen auseinander. Zur PDS wechselten unter anderen Jürgen Reents, Harald Wolf und die später als langjährige inoffizielle Mitarbeiter des Ministeriums für Staatssicherheit enttarnten Dirk Schneider und Klaus Croissant. Rainer Trampert, Thomas Ebermann, Christian Schmidt, Verena Krieger und Regula Schmidt-Bott traten aus den Grünen aus, ohne sich einer anderen Partei anzuschließen.
Verschiedene, sich teilweise gegenseitig beeinflussende Faktoren sorgten also 1990/91 für eine deutliche programmatische, personelle und strategische Verschiebung zugunsten der Realos, die die Partei seither prägt: Die verlorene Bundestagswahl erhöhte den Druck zu einer Professionalisierung, der Zusammenbruch der realsozialistischen Staaten hatte linke Utopien diskreditiert, mit dem Auszug zahlreicher Ökosozialisten und Radikalökologen war diese Strömung extrem geschwächt, und schließlich erwuchs mit der PDS erstmals Konkurrenz links der Partei. Zur Stärkung der Realos trugen ab 1993 auch die Mitglieder des ostdeutschen Partners Bündnis 90 bei, das überwiegend aus Pragmatikern bestand und deren Bundestagsgruppe zunächst stärker im Fokus stand als die abgewählten westdeutschen Grünen. In den Ländern wurde der neue realpolitische Kurs 1990/91 durch drei Regierungsbeteiligungen in Niedersachsen, Hessen und Bremen bekräftigt.

### Zusammenschluss von Bündnis 90 und Grünen (1993)
Die ostdeutschen Grünen, die sich für die Bundestagswahl 1990 an der Listenverbindung Bündnis 90/Grüne – BürgerInnenbewegung beteiligten und mit zwei Abgeordneten im Bundestag vertreten waren, vereinigten sich mit ihrer westdeutschen Schwesterpartei am 3. Dezember 1990, dem Tag nach der ersten gesamtdeutschen Bundestagswahl. Erst am 21. September 1991 gründete sich das Bündnis 90 formell als Partei, wobei nur etwa die Hälfte der Mitglieder des Neuen Forums der neuen Partei beitrat. Eine Woche später vereinigten sich die Bürgerbewegungen und die Grünen in Sachsen zur Partei Bündnis 90/Die Grünen in Sachsen.
Zwei in Berlin stattfindende Bundesdelegiertenkonferenzen beschlossen Anfang bzw. Mitte Mai 1992 die Aufnahme von Verhandlungen beider Parteien zum Zwecke eines Zusammenschlusses; die Verhandlungen begannen im Juni 1992. Am 23. November 1992 wurde der Assoziationsvertrag unterzeichnet, der am 17. Januar 1993 in Hannover auf zwei gleichzeitig stattfindenden Bundesversammlungen angenommen wurde. Nachdem Urabstimmungen im April 1993 auf beiden Seiten deutliche Mehrheiten zu Gunsten der Vereinigung erbrachten, wurde der Assoziationsvertrag am 14. Mai 1993 während des Vereinigungsparteitages in Leipzig in Kraft gesetzt. Einige Mitglieder von Bündnis 90 verließen aus Kritik an der Vereinigung die Partei, darunter Matthias Platzeck (ging zur SPD), Günter Nooke (ging zur CDU).
Um zu demonstrieren, dass der kleinere Partner aus dem Osten (zur Zeit der Vereinigung etwa 2.600 Mitglieder) nicht einfach der zahlenmäßig übermächtigen West-Partei (etwa 37.000 Mitglieder) einverleibt werden sollte, wurde der Name Bündnis 90 vorangestellt. Dem Mitspracherecht von Bündnis 90 wurde versucht Rechnung zu tragen, indem Ost-Quoten für Bundesgremien geschaffen wurden – was wiederum Ost-Grüne der ersten Stunde als Affront verstanden. Obwohl die Ostdeutschen in den Parteigremien formal überrepräsentiert waren und dem Bündnis 90 durch die Bundestagsgruppe besonderes Gewicht zukam, zeigte sich doch bald, dass die etablierten Politiker aus dem Westen das Sagen in der Partei hatten. Hinzu kam, dass die meist wertkonservativen ostdeutschen Bürgerrechtler von der Diskussions- und Streitkultur der überwiegend linken westdeutschen Alternativen befremdet waren. Einige prominente Mitglieder verließen im Laufe der folgenden Jahre die Partei und suchten eine neue politische Heimat oder zogen sich ganz aus der Politik zurück.
Bereits 1990 strebte der damalige ÖDP-Vorsitzende Hans-Joachim Ritter ein Zusammengehen mit den Grünen und dem Bündnis 90 an, das allerdings nicht zustande kam. Während Teile des Bündnis 90 der ÖDP aufgeschlossen gegenüberstanden, scheiterte das Dreierbündnis am Widerstand der westdeutschen Grünen.

### Wahlen und Regierungsbeteiligungen 1990–1994
In den Ländern zeigte sich bald, dass der Untergang der Grünen Partei nach der Bundestagswahl 1990 voreilig prognostiziert worden war. In Niedersachsen hatte nach den Landtagswahlen im Mai 1990, also bereits einige Monate vor der Bundestagswahl, eine rot-grüne Koalition unter Gerhard Schröder die bisherige schwarz-gelbe Regierung abgelöst, in der Jürgen Trittin Minister für Bundes- und Europaangelegenheiten und Waltraud Schoppe Frauenministerin wurden. Anfang 1991 kam es in Hessen zu einer Neuauflage der rot-grünen Koalition, in der Joschka Fischer erneut Umweltminister wurde. In Bremen kamen die Grünen im September 1991 auf 11,4 Prozent und bildeten mit SPD und FDP die erste Ampelkoalition. In Baden-Württemberg erwog Ministerpräsident Teufel als erster hochrangiger Unionspolitiker eine schwarz-grüne Koalition, zu der es dann allerdings trotz rechnerischer Möglichkeit nicht kam. Bis auf Schleswig-Holstein, das Saarland, Mecklenburg-Vorpommern und Brandenburg, wo Bündnis 90 an der Regierung beteiligt war, waren die Grünen Anfang der 1990er Jahre in allen Landesparlamenten vertreten. In Schleswig-Holstein scheiterten die Grünen dabei 1992 mit 4,97 Prozent an lediglich 398 Stimmen.
Die Vereinigung von Grünen und Bündnis 90 sowie insbesondere der Auszug des linken Parteiflügels brachte bei den folgenden Landtagswahlen im Westen deutliche Gewinne. In Hamburg verbesserte sich die GAL im September 1993 um 6,3 Prozentpunkte auf 13,5 Prozent. In Niedersachsen schieden die Grünen zwar im März 1994 aus der Landesregierung aus, dies aber nur, weil die SPD die absolute Mehrheit erzielte. Sie selbst legten um 1,4 Prozentpunkte zu. Die Europawahl 1994 brachte mit 10,1 Prozent erstmals ein zweistelliges Wahlergebnis auf Bundesebene.
In Ostdeutschland zeigte sich, dass dort die Vereinigung mit den West-Grünen ein wesentliches Identitätsproblem gebracht hatte. Zwischen Juni und Oktober 1994 wurde Bündnis 90/Die Grünen mit herben Verlusten aus vier der fünf ostdeutschen Landesparlamenten herausgewählt. Nur in Sachsen-Anhalt schaffte die Partei mit 5,1 Prozent denkbar knapp den Einzug in den Landtag und beteiligte sich an einer höchst umstrittenen rot-grünen Minderheitsregierung unter Tolerierung der PDS, dem sogenannten Magdeburger Modell.

## Wiedereinzug in den Bundestag

### Bundestagsfraktion 1994–1998
Bei der Bundestagswahl 1994 errang die inzwischen gesamtdeutsche Partei Bündnis 90/Die Grünen mit 7,3 Prozent insgesamt 49 Mandate im wegen der Wiedervereinigung vergrößerten Bundestag. Joschka Fischer gab sein hessisches Ministeramt auf und wurde zusammen mit Kerstin Müller Fraktionssprecher. Mit Antje Vollmer stellten die Grünen zum ersten Mal eine Bundestagsvizepräsidentin. Vor der Wahl wurden Bedingungen für eine mögliche Koalition mit der SPD festgelegt.
Bereits seit November 1994 zeichnete sich ein Konfliktfeld an, das die innerparteiliche Debatte der kommenden Jahre bestimmen sollte. Gerd Poppe forderte als außenpolitischer Sprecher der neuen Bundestagsfraktion militärische Einsätze in Jugoslawien. Das Massaker in der UN-Schutzzone Srebrenica im Juli 1995 markiert in dieser Auseinandersetzung eine Wende, ohne dass es zu einer einheitlichen Position der Partei gekommen wäre. In der Abstimmung über die NATO-Osterweiterung im März 1998 stimmten 14 Grüne mit Ja, sechs mit Nein und 25 enthielten sich.

### Wahlen und Regierungsbeteiligungen auf Landesebene 1994–1998
1995 und 1996 erzielten die Grünen in Hessen, Bremen, Nordrhein-Westfalen, Berlin und Baden-Württemberg, also auch in drei Flächenländern, zweistellige Ergebnisse. Dadurch wurde in Hessen erstmals eine rot-grüne Regierung durch die Wähler bestätigt. In den bisherigen grünen Problemländern Nordrhein-Westfalen und Schleswig-Holstein kam es ebenfalls zu Koalitionen mit der SPD. Im September 1997 erreichten sie in Hamburg mit 13,9 Prozent ihr für lange Zeit bestes Ergebnis auf Landesebene. Auch hier kam es zu einer Regierung mit der SPD. Zu diesem Zeitpunkt waren die Grünen an fünf Landesregierungen beteiligt, allerdings wurde diejenige in Sachsen-Anhalt im April 1998 abgewählt. Am Ende der Bundestagslegislaturperiode war Bündnis 90/Die Grünen in allen westdeutschen, aber in keinem ostdeutschen Landtag vertreten. Die Partei war zu einer reinen Westpartei geworden.

### Gründung der Grünen Jugend und der Heinrich-Böll-Stiftung (1994/1996)

#### Vorgeschichte (bis 1988)
Vor der Gründung des GAJB unterhielt die Bundespartei eine Bundesjugendkontaktstelle, die als Koordinationsstelle für eine lose Vernetzung junger Mitglieder und Sympathisanten der Partei Die Grünen diente. Relativ unabhängig von den Grünen formierte sich dann Ende der 1980er Jahre ein Netzwerk grüner, alternativer, bunter und autonomer Jugendgruppen, das sich GA-BA-Spektrum nannte. Grüne Kreise kommentierten den Zusammenschluss damals kritisch. Zu nennenswerten politischen Initiativen des Netzwerks kam es nach zwei Bundeskongressen 1987 nicht.

#### GAJB und GRÜNE JUGEND
1994 wurde in Hannover die bundesweite Jugendorganisation Grüne Jugend, damals noch unter dem Namen Grün-Alternatives Jugendbündnis, gegründet. Die damals den Grünen noch nahestehenden Jungdemokraten bekamen somit Konkurrenz. Landesverbände existierten seit 1991. Die Grüne Jugend wurde 2001 eine Teilorganisation der Partei.

#### Heinrich-Böll-Stiftung
1996/97 wurden die drei bis dahin im Stiftungsverband Regenbogen zusammengeschlossenen, aber eigenständigen Parteistiftungen Buntstift (Göttingen), Frauen-Anstiftung (Hamburg) und Heinrich-Böll-Stiftung (Köln) zur heutigen Heinrich-Böll-Stiftung vereinigt. In der Buntstift-Föderation waren die verschiedenen Stiftungen der grünen Landesverbände organisiert. Hatten in den 1980er Jahren die Grünen die Parteistiftungen anderer Parteien noch heftig bekämpft, so änderte sich ihr Kurs, nachdem sie vor dem Bundesverfassungsgericht mit einer Klage scheiterten. Gründe für die Kritik an den politischen Stiftungen waren und sind die mangelnde Transparenz ihres Wirkens als nicht unabhängige, sondern parteigebundene Stiftungen und vor allem das Problem ihrer Finanzierung, denn sie erhalten – bei weniger Kontrolle und Transparenz – viel mehr staatliche Mittel als die Parteien selbst. Nach der Niederlage vor Gericht gingen die Grünen den Weg, ebenfalls an den Vorteilen von Stiftungen teilzuhaben, anstatt diesen Vorteil nur den etablierten Parteien zu belassen.

## Rot-grüne Bundesregierung

### Erste Regierungsperiode (1998–2002)

#### Wahlkampf und Regierungsbildung
In dem Lagerwahlkampf zur Bundestagswahl 1998 standen als Alternativen die Fortsetzung der schwarz-gelben Koalition oder das „Generationsprojekt“ der rot-grünen Koalition gegenüber. Aufgrund der guten Wahlergebnisse der jüngeren Zeit und der spürbaren Wechselstimmung in Deutschland nach 16 Jahren Kohl-Regierung gingen die Grünen siegesgewiss in den Wahlkampf. Die Regierungsfähigkeit der Grünen wurde nach ihrer Bundesdelegiertenkonferenz am 8. Mai 1998 in Magdeburg massiv in Frage gestellt. Die Berichterstattung der Medien konzentrierte sich auf den sogenannten Fünf-Mark-Beschluss, demzufolge bei einer grünen Regierungsbeteiligung der Benzinpreis durch eine deutliche Erhöhung der Mineralölsteuer schrittweise auf 5 DM pro Liter angehoben werden sollte. Daneben wurde die eindeutige Absage der BDK an eine deutsche Intervention im Kosovo negativ rezipiert. Selbst der Kanzlerkandidat des potentiellen Regierungspartners, Gerhard Schröder, bezeichnete den Fünf-Mark-Beschluss als „Quatsch“ und stellte die Regierungsfähigkeit der Grünen in Frage. Dabei ging unter, dass die Grünen ihr Programm stark auf Kompatibilität zu dem des möglichen Koalitionspartners SPD ausrichteten. Ein noch verheerenderes öffentliches Echo konnten die Realos dadurch verhindern, dass die alten grünen Forderungen nach einem NATO-Austritt Deutschlands, der Halbierung der Bundeswehr innerhalb einer Legislaturperiode sowie ihrer langfristigen Abschaffung nicht beschlossen wurden. Dass sich die Fünf-Mark-Forderung im endgültigen Wahlprogramm nicht mehr fand, konnte das geweckte öffentliche Misstrauen nur teilweise beschwichtigen.
6,7 Prozent am Wahlabend, dem 27. September 1998, waren denn auch ein eher bescheidenes Ergebnis gemessen an denen der letzten Jahre bei Landtagswahlen. Gegenüber der letzten Bundestagswahl verloren die Grünen leicht um 0,6 Prozentpunkte. Trotzdem reichte es für eine Mehrheit mit der auf 40,9 Prozent verbesserten SPD. Ende Oktober wurden die Koalitionsverhandlungen abgeschlossen und dem Ergebnis von einer Bundesdelegiertenkonferenz zugestimmt. Am 27. Oktober wurden Joschka Fischer als Außenminister, Andrea Fischer als Gesundheitsministerin und Jürgen Trittin als Umweltminister vereidigt. Fischer wurde zudem Vizekanzler. Die Fraktion wurde von Kerstin Müller und Rezzo Schlauch geführt, parlamentarische Staatssekretäre wurden Ludger Volmer (Außenministerium), Christa Nickels (Gesundheit), Simone Probst, Gila Altmann (beide Umwelt) und Uschi Eid (wirtschaftliche Zusammenarbeit und Entwicklung).
Nach dem BSE-Skandal im Januar 2001 kam es zu einer Kabinettsumbildung: Andrea Fischer trat zurück und wurde durch die SPD-Politikerin Ulla Schmidt ersetzt, dafür beerbte die bisherige grüne Bundesvorstandssprecherin Renate Künast den Landwirtschaftsminister Funke (SPD). Christa Nickels schied als Staatssekretärin aus dem Kabinett aus, dafür traten Matthias Berninger (Verbraucherschutz, Ernährung und Landwirtschaft) und Margareta Wolf (Wirtschaft und Technologie) ein.

#### Kosovokrieg, Einsatz in Afghanistan, Irakkrieg (1999, 2001, 2002)

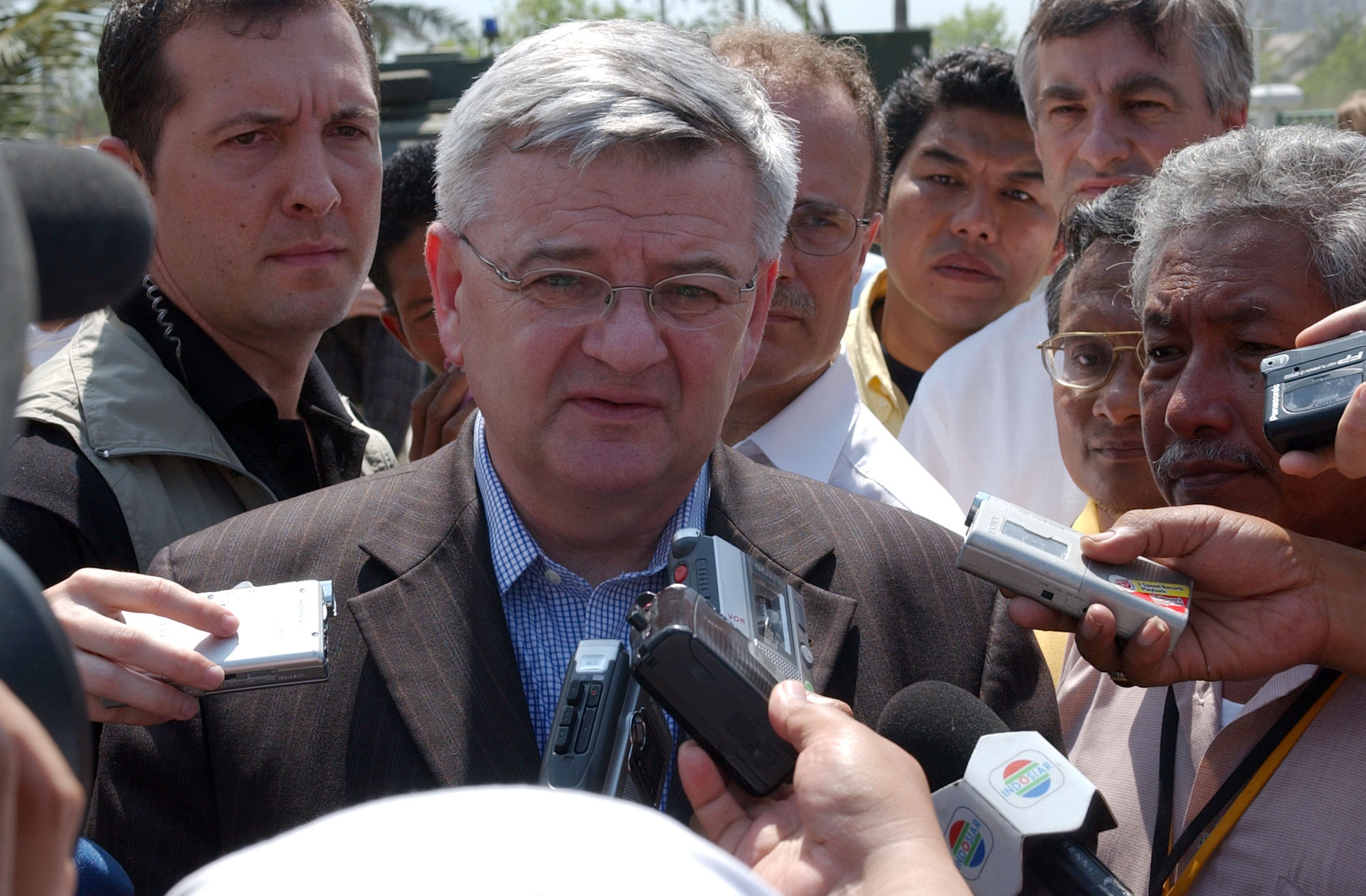
Bundesaußenminister Joschka Fischer in Banda Aceh (2005)

Nur sechs Monate nach dem Regierungsantritt, am 24. März 1999, begann der Kosovokrieg. Die rot-grüne Regierung trug diesen nicht nur mit, sondern war mit Bundeswehreinheiten unmittelbar daran beteiligt. Besondere Verantwortlichkeit kam dabei dem grünen Außenminister Fischer zu.
Zu einer erneuten Zerreißprobe kam es durch den Krieg in Afghanistan ab 2001. Aufgrund der uneindeutigen Haltung der grünen Bundestagsfraktion sah sich Kanzler Schröder genötigt, die Vertrauensfrage zu stellen und diese mit der Abstimmung über die Beteiligung der Bundeswehr am Krieg in Afghanistan zu verbinden. Acht Grüne, die ursprünglich gegen den Einsatz der Bundeswehr stimmen wollten, teilten ihre Stimmen in vier Ja- und vier Nein-Stimmen auf, um die Koalition nicht scheitern zu lassen. Über die Zulässigkeit und die Redlichkeit eines solchen, mit einer Sachfrage verbundenen Vertrauensantrags entwickelte sich innerhalb der bündnisgrünen Partei, wie auch in der Öffentlichkeit eine heftige Diskussion.
Zum dritten Mal musste die rot-grüne Koalition vor Ausbruch des Irakkriegs über einen Kampfeinsatz der Bundeswehr entscheiden. In diesem Fall verweigerte die Bundesregierung eine Kriegsteilnahme an der Seite der USA als Teil der sogenannten Koalition der Willigen. Die bedingungslose Ablehnung des Irakkriegs war maßgeblich auf den grünen Koalitionspartner zurückzuführen und trug wesentlich zu dem lange Zeit nicht erwarteten Wahlsieg bei der Bundestagswahl 2002 bei.

#### Grüne Akzente in der Bundesregierung

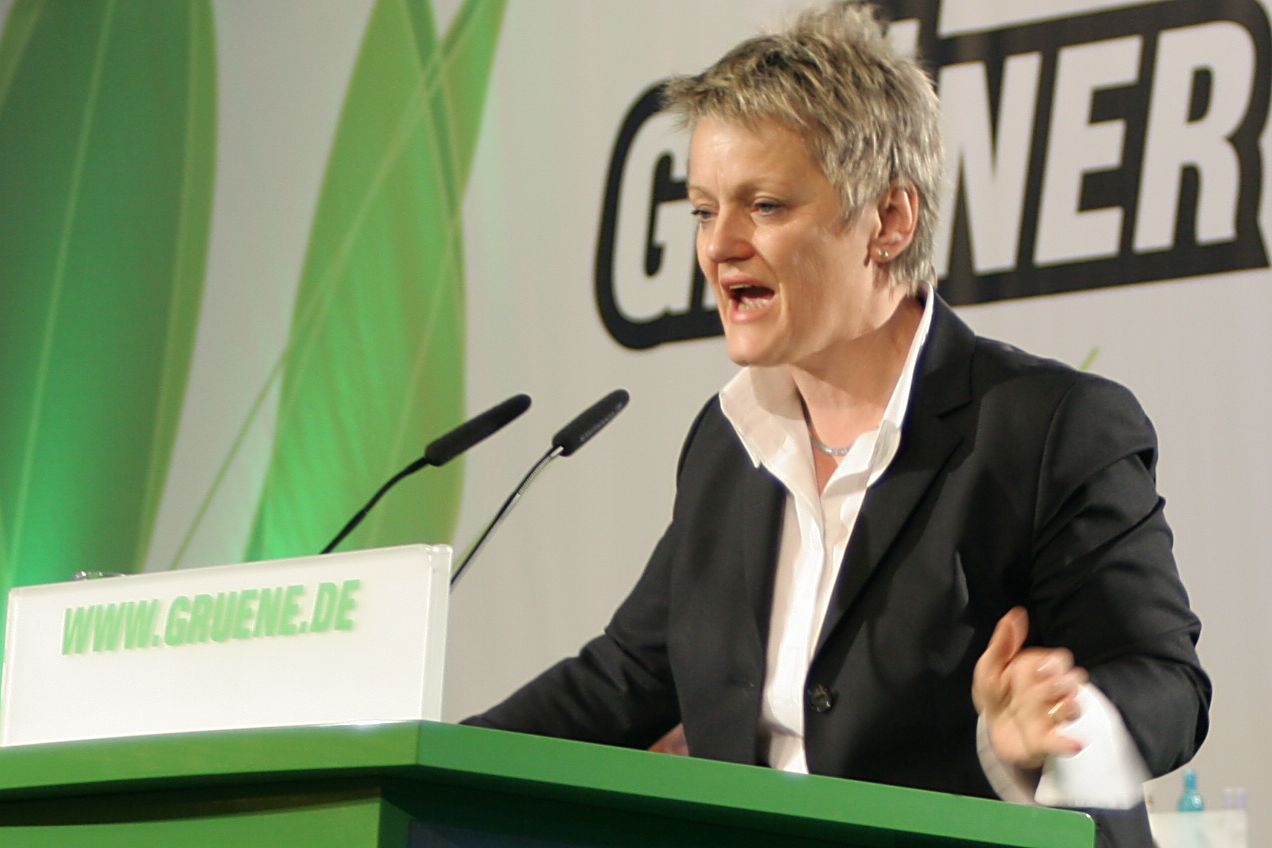
Renate Künast, Bundesministerin für Verbraucherschutz, Ernährung und Landwirtschaft 2001–2005.

In der Legislaturperiode 1998–2002 wurden unter anderem die Ökosteuer (allerdings in einer gegenüber grünen Vorstellungen reduzierten Form), die Reform des Staatsangehörigkeitsrechts, die Möglichkeit eingetragener Lebenspartnerschaften, der langfristige Ausstieg aus der Atomenergie, das 100.000-Dächer-Programm (Solarstromsubvention) und das Erneuerbare-Energien-Gesetz (EEG; wirtschaftliche und wissenschaftliche Förderung von Wind- und Solarenergie, Biomasse sowie Erdwärme) beschlossen.
Auf Vorschlag von Renate Künast wurde das vormalige Landwirtschaftsministerium um den Aufgabenbereich des Verbraucherschutzes erweitert und in Bundesministerium für Verbraucherschutz, Ernährung und Landwirtschaft umbenannt. Künast leitete die sogenannte Agrarwende ein, die unter anderem auf eine starke Orientierung am Verbraucherschutz, Förderung der ökologischen Landwirtschaft und des Tierschutzes in der Landwirtschaft abzielte. Eine der Maßnahmen war die Einführung des deutschen Bio-Siegels im September 2001.

#### Kritik an der grünen Regierungsführung
| Parteiaustritte prominenter Grüner | Parteiaustritte prominenter Grüner |
| ---------------------------------- | --- |
| 1981                               | Herbert Gruhl, Baldur Springmann |
| 1985                               | Rudolf Bahro |
| 1986                               | Udo Tischer |
| 1987                               | Thomas Wüppesahl |
| 1988                               | Thea Bock |
| 1989                               | Otto Schily |
| 1990                               | Rainer Trampert, Thomas Ebermann, Christian Schmidt, Verena Krieger, Harald Wolf, Regula Schmidt-Bott, Dirk Schneider, Klaus Croissant, Ulrich Briefs, Ulla Jelpke                        |
| 1991                               | Heidi Bischoff-Pflanz, Jutta Ditfurth, Jürgen Reents, Eberhard Walde |
| 1992                               | Walter Sauermilch |
| 1993                               | Günter Nooke |
| 1994                               | Christian Schenk, Jutta Oesterle-Schwerin, Gerhard Ruden |
| 1996                               | Vera Lengsfeld |
| 1997                               | Norbert Mann |
| 1998                               | Heidi Lippmann |
| 1999                               | Dieter Burgmann, Eckhard Stratmann-Mertens, Halo Saibold, Christian Schwarzenholz, Heike Sudmann, Susanne Uhl, Lutz Jobs, Julia Koppke, Norbert Hackbusch, Andreas Bachmann, Ida Schillen |
| 2000                               | Ozan Ceyhun, Wolfgang Kreissl-Dörfler |
| 2001                               | Willi Hoss, Wolf-Dieter Hasenclever, Herbert Rusche, Ilka Schröder |
| 2002                               | Wilfried Telkämper, Jamal Karsli |
| 2005                               | Wolfgang Nešković, Monika Knoche |
| 2007                               | Oswald Metzger, Barbara Spaniol, Rüdiger Sagel |
| 2008                               | Margareta Wolf |
| 2009                               | Angelika Beer, Bilkay Öney, Barbara Rütting |
| 2015                               | Antje Hermenau |

Der Kosovokrieg führte zur inneren Zerrissenheit der bis dahin strikt pazifistischen Partei. Auf einem Parteitag in Bielefeld im Mai 1999 wurde der Antrag, die Kampfhandlungen sofort zu beenden, zwar abgelehnt, die vorangegangene Debatte verlief aber erbittert und teilweise hasserfüllt. Joschka Fischer wurde mit Sprechchören als „Kriegstreiber“ beschimpft und mit einem Farbbeutel beworfen, der sein Ohr so traf, dass er einen Trommelfellriss erlitt. Mit dem Bielefelder Parteitagsbeschluss zum Kosovokrieg war zwar das drohende vorzeitige Ende der rot-grünen Koalition verhindert worden, durch die Partei ging aber ein tiefer Graben. Viele Mitglieder traten aus, in Hamburg verließen einige Bürgerschaftsabgeordnete der GAL und bildeten eine eigene Regenbogen-Fraktion. Die innerparteiliche Opposition bildete eine Bewegung namens „Basisgrün“, die sogar dazu aufrief, bei der Europawahl 1999 nicht die Grünen zu wählen. In diesem Zusammenhang verließen unter anderem Willi Hoss, Monika Knoche, Herbert Rusche und Christian Schwarzenholz die Partei. Die Mitgliederzahl sank zwischen 1998 und 2002 von fast 52.000 auf unter 44.000, stieg dann aber langsam wieder an und lag 2005 bei gut 45.000. Einige Mitglieder, wie der frühere grüne Bundestagsabgeordnete Christian Simmert, kritisierten ihrer Meinung nach undemokratische Methoden bei der Überzeugungsarbeit, mit der Abweichler vom Regierungskurs zurück auf Linie gebracht werden sollten.
In dieser Situation veröffentlichten 1999 40 junge Parteimitglieder unter 30 Jahren – darunter Cem Özdemir, Katrin Göring-Eckardt, Tarek Al-Wazir, Matthias Berninger und Ekin Deligöz – ein Strategiepapier, in dem sie sich genervt von den „Lebensirrtümern“ der 68er-Generation zeigten. Stattdessen sprachen sie sich für eine grundlegende Neupositionierung der Partei auf der Basis eines verantwortungsvollen Liberalismus, für pragmatische Politik sowie für eine Aussöhnung mit der Sozialen Marktwirtschaft aus.
Von der Politikwissenschaft wurde bezüglich der ersten Amtsperiode eine durch die Parteistrukturen fehlende Regierungsfähigkeit, insbesondere fehlende Strategie- und Konzeptfähigkeit der Grünen kritisiert. Insgesamt wurde der Partei Bündnis 90/Die Grünen vorgeworfen „in der Regierung erstarrt“, solide, aber langweilig geworden zu sein, sich als Partei überlebt und ihr Profil verloren zu haben. Der Parteienforscher Joachim Raschke, der sich in mehreren umfangreichen Büchern intensiv mit den Grünen beschäftigt hat, stellte der Regierungsarbeit nach zwei Jahren ein vernichtendes Urteil aus. Der Partei fehle eine Regierungskonzeption, sie schwanke zwischen Radikalismus und kleinlautem Realismus, das veraltete Parteiprogramm und die Parteistrukturen seien regierungsuntauglich, ihnen fehle ein strategisches Zentrum. Bereits 2004 befand Raschke, die Partei habe ihre Krise produktiv genutzt und viele der strukturellen Problem behoben oder gemildert, nachdem Fritz Kuhn und Renate Künast Parteivorsitzende geworden waren und die Partei ihre Strukturen reformiert hatte. Die Grünen, so eine weitere Kritik während der rot-grünen Jahre, hätten sich durch eine Abhängigkeit von Joschka Fischer in „einer Art babylonischer Gefangenschaft“ befunden. Fischer war jahrelang der beliebteste deutsche Politiker und hatte die Richtung der grünen Partei maßgeblich beeinflusst. Als weiteres Manko wurde vielfach angeführt, dass die Grünen ein programmatisches Defizit in der Wirtschafts- und Sozialpolitik hätten.

#### Niederlagenserie bei Landtagswahlen 1998–2002
Bündnis 90/Die Grünen verloren bei sämtlichen 14 Landtagswahlen sowie der Europawahl, die in den ersten vier Regierungsjahren stattfanden, nachdem sie bereits im Wahljahr 1998 bei allen vier Landtagswahlen und auch bei der Bundestagswahl selbst Verluste hatten hinnehmen müssen (vgl. Liste der Wahlergebnisse und Regierungsbeteiligungen von Bündnis 90/Die Grünen). Besonders stark waren die Stimmeinbußen gerade in den grünen Hochburgen Hamburg, Bremen, Berlin, Baden-Württemberg und Hessen.

#### Neues Grundsatzprogramm und innerparteiliche Strukturänderungen
Insgesamt erlebten die Grünen nach 1998 einen Praxisschock, der ihnen deutlich vor Augen führte, wie fern der Regierungsrealität ihr Programm und ihre innerparteilichen Strukturen waren. Auf die harsche öffentliche Kritik reagierte die Partei noch vor der Bundestagswahl 2002 mit beträchtlichen Kurskorrekturen. Erste Schritte dazu wurden auf der Bundesdelegiertenkonferenz in Münster im Juni 2000 unternommen. Zum strategischen Zentrum wurde der Parteirat, nachdem für diesen die Trennung von Amt und Mandat aufgehoben wurde, so dass die wichtigsten Akteure der Bundesregierung, der Fraktion, des Bundesvorstands und der Länder nun ein gemeinsames Gremium hatten. Mit Renate Künast und Fritz Kuhn wurden neue Parteisprecher gewählt. Nachdem Künast in das Bundeskabinett eingetreten war, übernahm Claudia Roth ihre Position.
Im März 2002 wurde nach dreijähriger Debatte das neue Grundsatzprogramm „Die Zukunft ist grün“ beschlossen, das an die Stelle des Bundesprogramms aus dem Jahr 1980 trat. Das Grundsatzprogramm des Jahres 2002 ist homogener, argumentativ ausgefeilter und deutlich weniger systemkritisch, als das antikapitalistisch ausgerichtete von 1980. Zudem kam dem mit 90 Prozent Zustimmung verabschiedeten Grundsatzprogramm innerparteilich eine hohe Integrationsfunktion zu. Mit diesem Programm passten die Grünen ihr Programm der Regierungsrealität an, indem sie sich unter anderem vom strikten Pazifismus früherer Jahre verabschiedeten und völkerrechtlich legitimierte Gewalt gegen Völkermord und Terrorismus nicht länger kategorisch ausschlossen. Auch sozialistisch geprägte Forderungen in der Wirtschaftspolitik sind nicht mehr zu finden.
Die wichtigste Änderung der Parteistrukturen war, dass die strikte Trennung von Parteiämtern und Mandat teilweise aufgehoben wurde, so dass der Bundesvorstand stärker mit der Bundestagsfraktion verzahnt werden konnte. Geändert wurde auch die Wahlkampfstrategie, die sich 2002 erstmals auf ein vollprofessionelles Wahlkampfteam stützte und, ebenfalls zum ersten Mal, auf einen Spitzenkandidat Joschka Fischer hin personalisiert war.

### Zweite Amtszeit der rot-grünen Koalition (2002–2005)

#### Bundestagswahl 2002
Bei der Bundestagswahl im September 2002 erreichten die Grünen 8,6 Prozent der Stimmen und konnten den Negativtrend mit einem Zugewinn von 1,9 Prozentpunkten umkehren. Damit reichte es erneut für eine Regierungsbildung mit der geschwächten SPD, von der viele Zweitstimmen zu den Grünen gewandert waren. Christian Ströbele, einer der noch verbliebenen linken Grünen in der Bundestagsfraktion, errang dabei in Berlin-Kreuzberg das erste Direktmandat für Bündnis 90/Die Grünen auf Bundesebene.
Die gestärkte Position der Grünen innerhalb der Koalition wurde allerdings dadurch wieder aufgehoben, dass die rot-grüne Bundesregierung seit Mai 2002 gegen die absolute Mehrheit unionsgeführter Länder im Bundesrat regieren musste. So wurden ab dieser Zeit viele Gesetze im Vermittlungsausschuss zwischen SPD und CDU/CSU ausgehandelt, während der Einfluss der Grünen minimiert war.
Anstelle Ludger Volmers wurde Kerstin Müller Staatssekretärin im Außenministerium, Rezzo Schlauch beerbte Margareta Wolf, die ins Umweltministerium wechselte, und Marieluise Beck wurde Staatssekretärin im Bundesministerium für Familie, Senioren, Frauen und Jugend. Den Fraktionsvorsitz übernahmen Krista Sager und Katrin Göring-Eckardt.

#### Wirtschafts- und Sozialpolitik
Vor dem Hintergrund eines Haushaltslochs von rund 10 Milliarden Euro und eines daraufhin eingerichteten Untersuchungsausschusses, dem sogenannten Lügenausschuss, verkündete Gerhard Schröder in einer Regierungserklärung am 14. März 2003 die Agenda 2010. In der Erklärung, die mit den Worten „Wir werden Leistungen des Staates kürzen“ begann, kündigte der Kanzler den Umbau des Sozialstaates und seine Erneuerung an. Die Agenda 2010 wurde von den Grünen mitgetragen. Ein entsprechender Leitantrag wurde auf einem Sonderparteitag im Juni 2003 nach kontroverser Diskussion mit großer Mehrheit angenommen, allerdings unter dem Druck, andernfalls die Koalition platzen zu lassen.
Es zeigte sich, dass die im Kanzleramt konzipierten, höchst unpopulären Reformen vornehmlich die SPD und sehr viel weniger Bündnis 90/Die Grünen belasteten. Die Grünen blieben in der Wirtschafts- und Sozialpolitik wenig sichtbar, obwohl das Grundsatzprogramm von 2002 auf diesem Gebiet durchaus Akzente gesetzt hatte. So hatte Bündnis 90/Die Grünen eine Bürgerversicherung in die Diskussion eingebracht, die nun aber als Konzept der SPD wahrgenommen wurde. Tatsächlich spielten die Grünen etwa bei der Umsetzung der Hartz-Gesetze keine große Rolle, da diese in den Ausschüssen von einer faktischen großen Koalition aus SPD und CDU verhandelt und verabschiedet wurden und kein von einem grünen Minister geleitetes Ressort damit befasst war.

#### Weitere Konfliktthemen 2002–2005
Für Konflikte zwischen SPD und Grünen sorgte eine durch Gerhard Schröder mündlich gegebene Zusage einer Laufzeitverlängerung des Kernkraftwerks Obrigheim sowie ein ebenfalls durch den Bundeskanzler unterstützter geplanter Verkauf der nie in Betrieb genommenen Brennelementefabrik Hanau nach China. Der Konflikt um Obrigheim endete mit einem Kompromiss, der den Grünen weitgehend entgegenkam, der Verkauf nach China kam nicht zustande.
Nach den Terroranschlägen vom 11. September 2001, den Madrider Zuganschlägen im März 2004 sowie den Terroranschlägen im Juli 2005 in London verlagerte sich der innen- und rechtspolitische Fokus auf die Themen Terrorismus und Innere Sicherheit. Verschiedene Eingriffe in die Bürgerrechte wie das Gesetz zur Umsetzung des Urteils des Bundesverfassungsgerichts zur akustischen Wohnraumüberwachung oder das Gesetz zur Ausweitung der Genomanalyse waren sehr umstritten. Die Ausweitung von Bürgerrechten wurde in der zweiten Regierungsperiode dagegen nur noch punktuell betrieben, so durch das Informationsfreiheitsgesetz und eine Novelle des Lebenspartnerschaftsgesetzes.
Für die stark von bürgerrechtlichen Traditionen geprägten Grünen bedeutete der Kurswechsel von einem Ausbau der Bürgerrechte hin zu deren stärkerer Restriktion insgesamt eine Zumutung. Angesichts der Unionsmehrheit im Bundesrat hatten sie jedoch wenig Einfluss auf Absprachen zwischen SPD und CDU/CSU, etwa bei den Überarbeitungen am Zuwanderungsgesetz, die statt der ursprünglich vorgesehenen Öffnung für Immigranten nun eher auf die Begrenzung von Einwanderung abzielte, wenig Einfluss. Auch kam es wiederholt zu Reibereien zwischen den Grünen und ihrem einstigen Aushängeschild und nunmehr SPD-Innenminister Otto Schily, die sowohl inhaltliche, als auch persönliche Ursachen hatten.
Auch in der Umweltpolitik kam es während der zweiten rot-grünen Amtszeit zu einer Tempoverlangsamung. Weder bei der Reform der europäischen Chemikaliengesetzgebung, noch bei der Umsetzung des Emissionshandels oder einer weiteren Erhöhung der Ökosteuer kam es zu für die Grünen befriedigenden Ergebnissen.
Zu einem großen Problem für die Grünen entwickelte sich die Visa-Affäre um Missbrauchsfälle bei der Vergabe von Visa in verschiedenen deutschen Botschaften und Konsulaten aufgrund des Volmer-Erlasses. Die Opposition nutzte wenige Monate vor der Bundestagswahl den eingerichteten Untersuchungsausschuss, bei dem mit den Befragungen von Joschka Fischer und Ludger Volmer erstmals eine Sitzung live im Fernsehen übertragen wurde, erfolgreich, die hohe Reputation des Außenministers zu beschädigen.

#### Öffentliches Bild der Grünen in der zweiten Regierungsperiode
Wurde die erste Legislaturperiode der rot-grünen Regierung von den deutschen Kriegseinsätzen erschüttert, die vor allem für die Grünen die wohl schlimmsten Konflikte ihrer Geschichte zur Folge hatten, so verlief die zweite Legislaturperiode für Bündnis 90/Die Grünen relativ ruhig. Nun war der Umbau des Sozialstaates das umstrittenste Handlungsfeld der Bundesregierung und dies wurde sehr viel stärker mit den Sozialdemokraten verbunden. Bündnis 90/Die Grünen hatten mit ihren Zugewinnen bei der Wahl die Fortsetzung der Koalition gesichert, Joschka Fischer avancierte über Jahre zum beliebtesten Politiker der Bundesrepublik, die Grünen galten nun als solide Regierungspartei und schwammen bei allen Landtagswahlen dieser Regierungsperiode auf einer Erfolgswelle. In Meinungsumfragen lagen die Grünen konstant um 10 Prozent und fielen erst zurück, als die SPD in einem Schlussspurt vor der Bundestagswahl 2005 stark aufholte.
Dass die Partei gerade in der heftig umstrittenen Wirtschafts- und Sozialpolitik profillos blieb, trug einerseits zur Beruhigung in der und um die Partei bei, sorgte andererseits aber auch dafür, dass sie als zunehmend unbedeutend betrachtet wurde. Die Partei galt nun manchem als in der Regierung erstarrt, ihre Debatten als langweilig.

#### Landtags- und Europawahlen 2002–2005
Hatte Bündnis 90/Die Grünen bei allen Wahlen während der Legislaturperiode 1998 bis 2002 Stimmen verloren, so gewannen sie nach der Bundestagswahl bei sämtlichen zehn folgenden Wahlen bis 2005 hinzu. Bei der Europawahl 2004 konnte die Partei mit 11,9 Prozent und einem Zugewinn von 5,5 Prozent den größten Wahlerfolge ihrer bisherigen Geschichte feiern. In den Berliner Bezirken Mitte, Pankow und Friedrichshain-Kreuzberg wurde sie stärkste Partei. In einigen Stadtteilen von Großstädten wie zum Beispiel in St. Pauli in Hamburg oder in Berlin-Kreuzberg erreichten sie mit 57,8 Prozent beziehungsweise 52 Prozent die absolute Mehrheit. In Hamburg kamen sie landesweit deutlich über die Marke von 20 Prozent.
Bei den Landtagswahlen am 19. September 2004 in Sachsen erreichten die Grünen 5,1 Prozent und zogen damit das erste Mal seit 1998 wieder in ein Landesparlament auf dem Gebiet der ehemaligen DDR ein. Bei den zeitgleichen Wahlen in Brandenburg verfehlte die Partei trotz Stimmenzuwächsen den Wiedereinzug ins Landesparlament. 1998 waren die Grünen auch in Sachsen-Anhalt an der Fünf-Prozent-Hürde gescheitert, nachdem sie schon vorher aus den anderen ostdeutschen Landesparlamenten gefallen waren.
Erst bei der Landtagswahl in Schleswig-Holstein im Februar 2005 stagnierten die Grünen und schieden aus der Regierung aus, nachdem Heide Simonis nicht als Ministerpräsidentin bestätigt wurde. Bei den Landtagswahlen am 22. Mai 2005 in Nordrhein-Westfalen verloren die Grünen 0,9 Prozentpunkte. Da die SPD Stimmenverluste hinnehmen musste, führt dies zum Ende der vorerst letzten rot-grünen Landesregierung.

## Neuwahlen und Oppositionspartei im Bundestag (seit 2005)

Parteilogo seit 2008

### Erste Wahlperiode in der Opposition (2005–2009)
Die verlorene Landtagswahl in Nordrhein-Westfalen nahm Gerhard Schröder zum Anlass, um ein Jahr vorgezogene Neuwahlen anzustreben und die Vertrauensfrage im Bundestag zu stellen. Presseberichten zufolge fiel die Entscheidung, Neuwahlen anzustreben, durch eine Absprache zwischen Bundeskanzler Gerhard Schröder und dem SPD-Partei- und Fraktionsvorsitzenden Franz Müntefering, an der die Grünen im Vorfeld nicht direkt beteiligt waren. Joschka Fischer berichtete in seinen Memoiren, Schröder habe ihm nur einmal im April angedeutet, er erwäge im Fall einer Wahlniederlage in NRW Neuwahlen, und ihn dann unmittelbar vor deren Ankündigung durch Müntefering telefonisch unterrichtet.
Im Wahlkampf zur Bundestagswahl 2005 gingen Bündnis 90 und SPD auf Distanz zueinander. Eine Fortsetzung der rot-grünen Koalition erschien aufgrund der Umfragen unwahrscheinlich. Dazu kamen auf beiden Seiten zunehmende inhaltliche, strategische und persönliche Konflikte. Bei der Bundestagswahl verlor Bündnis 90/Die Grünen, auch wegen der fehlenden Machtoption, gegenüber der letzten Bundestagswahl leicht. Auch wenn die SPD weniger Stimmenverluste als erwartet zu verkraften hatte und CDU/CSU deutlich hinter ihren Erwartungen zurückblieb, konnte die rot-grüne Bundesregierung wie erwartet nicht weiterregieren.
Mit dem Ausscheiden aus der Bundesregierung waren die Grünen bis zur Bürgerschaftswahl in Bremen im Mai 2007, welche in die Bildung einer rot-grünen Koalition (der ersten Neuauflage von Rot-Grün auf Landesebene) mündeten, weder in der Bundes- noch in einer Landesregierung vertreten.
Durch das Bundestagswahlergebnis erhielt die Debatte über Koalitionen zwischen Bündnis 90/Die Grünen und den Unionsparteien auf Landes- oder Bundesebene neuen Aufschwung. Schwarz-Grüne Koalitionen auf kommunaler Ebene gab und gibt es rund ein Dutzend, darunter in Köln und Kiel, die beide gescheitert sind.
2008 ging die Partei in Hamburg das erste schwarz-grüne Bündnis auf Landesebene ein, welches 2010 nach dem Rücktritt von Ole von Beust (CDU) scheiterte.
Im Vorfeld der Bundestagswahl 2009 erzielte Bündnis 90/Die Grünen mehrere Wahlerfolge, die dazu führten, dass sie in Thüringen und Brandenburg in den Landtag zurückkehren konnte. Im selben Jahr gingen die Grünen im Saarland die bundesweit erste Jamaikakoalition ein.

### Zweite Wahlperiode in der Opposition (2009–2013)
Obwohl die Partei 2009 bei der Bundestagswahl auf 10,7 Prozent der Stimmen kam, verblieb sie auf Grund des schwachen Abschneidens der SPD und der Mehrheit für CDU/CSU und FDP in der Opposition.
2011 kehrte sie in die Landtage von Sachsen-Anhalt und Rheinland-Pfalz zurück. Als sie im selben Jahr erstmals in den Landtag von Mecklenburg-Vorpommern einziehen konnte, waren die Grünen erstmals in allen 16 Landtagen gleichzeitig vertreten.
Ihren größten Erfolg erzielte Bündnis 90/Die Grünen bei der Landtagswahl in Baden-Württemberg am 27. März 2011. Die Grünen landeten auf dem zweiten Platz. Zusammen mit der SPD schafften sie es, die CDU-FDP-Koalition unter Stefan Mappus abzulösen. Mit Winfried Kretschmann wurde erstmals ein Grünenpolitiker Ministerpräsident eines deutschen Bundeslandes.

### Seit 2013
Vor der Bundestagswahl 2013 bestimmte Bündnis 90/Die Grünen als erste Partei ihre Spitzenkandidaten durch eine Urwahl. Bei der Wahl des quotierten Spitzenduos im Oktober 2012 setzten sich Jürgen Trittin und Katrin Göring-Eckardt gegen Renate Künast, Claudia Roth sowie elf Basisvertreter durch. Die Wahlbeteiligung lag bei 61,7 Prozent
Während Beobachter nach der Urwahl noch von einer möglichen Öffnung zur Union ausgingen, wurde mit der Verabschiedung des Wahlprogramms im April 2013 ein deutlicher Linksruck der Partei und eine Positionierung klar links von der SPD konstatiert. Im Juni 2013 wurde in einem weiteren Mitgliederentscheid darüber abgestimmt, welche zehn Themen bei der Bundestagswahl ins Zentrum des Wahlkampfes gestellt werden sollten (Ergebnis siehe Wahlprogramm).
Stark negativ beeinflusst wurde der Wahlkampf von einer im Mai 2013 begonnenen Debatte über die Rolle pädophiler Gruppen in der Partei sowie einer Kontroverse um den im Wahlprogramm der Grünen erwähnten Veggietag. Der Parteivorstand reagierte auf die öffentliche Diskussion, indem er den Politikwissenschaftler Franz Walter im Juni 2013 mit einer Studie zur Pädophilenbewegung beauftragte. Im November 2014 wurde diese Studie veröffentlicht. 2015 beschloss der Bundesvorstand der Partei, an drei betroffene Missbrauchsopfer „eine Zahlung in Anerkennung des ihnen zugefügten schweren Leides“ als Entschädigung zu leisten.
Bei der Wahl zum Deutschen Bundestag am 22. September 2013 verlor die Partei im Vergleich zur Bundestagswahl 2009 2,3 Prozentpunkte und erzielte 8,4 Prozent der Stimmen. Damit wurde das Ziel einer Regierungsbildung mit der SPD verfehlt. Anschließend kam es zu einem personellen Umbruch an der Parteispitze. Simone Peter wurde neue Parteivorsitzende neben Cem Özdemir, den Fraktionsvorsitz übernahmen Katrin Göring-Eckardt und Anton Hofreiter, neuer politischer Geschäftsführer wurde Michael Kellner. Auch strategisch richtete sich die Partei neu aus und definierte sich nicht mehr als natürlicher Koalitionspartner der SPD in einem linken Lager, sondern eher als „Scharnierpartei“, die sowohl für rot-grün-rote als auch für schwarz-grüne Koalitionen grundsätzlich offen ist. Maßstab für Koalitionsentscheidungen sollte stärker als bisher die Durchsetzung der eigenen umwelt- und energiepolitischen Inhalte sein.
Gleichzeitig mit der Bundestagswahl fand die Landtagswahl in Hessen statt, nach der die zweite Koalition zwischen CDU und Grünen gebildet wurde (Kabinett Bouffier II). Bei der Europawahl am 25. Mai 2014 erhielt Bündnis 90/Die Grünen 10,7 Prozent der Stimmen und damit elf Sitze im Europaparlament. Mit diesem Ergebnis musste die Partei leichte Verluste von 1,4 Prozentpunkten gegenüber der Wahl von 2009 hinnehmen.
Bei den Landtagswahlen am 13. März 2016 in Baden-Württemberg, Rheinland-Pfalz und Sachsen-Anhalt zeigte sich ein differenziertes Bild: In Baden-Württemberg wurde die Partei erstmals bei einer Landtagswahl stärkste Kraft und erreichte das Niveau einer Volkspartei, während sie in Rheinland-Pfalz und Sachsen-Anhalt Verluste erlitt. Bündnis 90/Die Grünen ist in Rheinland-Pfalz aber weiter in der Regierung vertreten und trat in Sachsen-Anhalt neu in die Landesregierung ein, der es bis 2021 angehörte.